# Eintracht Braunschweig
Der Braunschweiger Turn- und Sportverein Eintracht von 1895 e. V., abgekürzt BTSV und bekannt als Eintracht Braunschweig, ist ein Sportverein aus Braunschweig. Der bislang größte Erfolg der Vereinsgeschichte ist die deutsche  Fußballmeisterschaft 1967. Daneben kann der BTSV sechs Meistertitel im Frauen-Feld- sowie drei Titel im Frauen-Hallenhockey vorweisen.
Der Profifußball ist in die Eintracht Braunschweig GmbH & Co KGaA ausgegliedert. Das Stadion gehört der Stadt. Die Eintracht gehörte zu den Gründungsmitgliedern der Bundesliga und spielte bis in die 1980er Jahre regelmäßig erstklassig. Danach spielte die Eintracht meist in der 2. Bundesliga oder 3. Liga.
Neben Fußball und Hockey können die 7791 Mitglieder (Stand: 15. August 2025) Basketball, Blindenfußball, Fitness- und Gesundheitssport, Handball, Leichtathletik, Schach, Schwimmen und Wasserball, Seniorensport, Steeldart, Tennis, Turnen, Volleyball und Wintersport betreiben. Seit Oktober 2014 gibt es zudem ein Spatz! genanntes Angebot für Kinder ab fünf Jahren, bei dem sie verschiedene Sportformen aus Einzel- und Mannschaftssportarten ausprobieren können.

## Herrenfußball

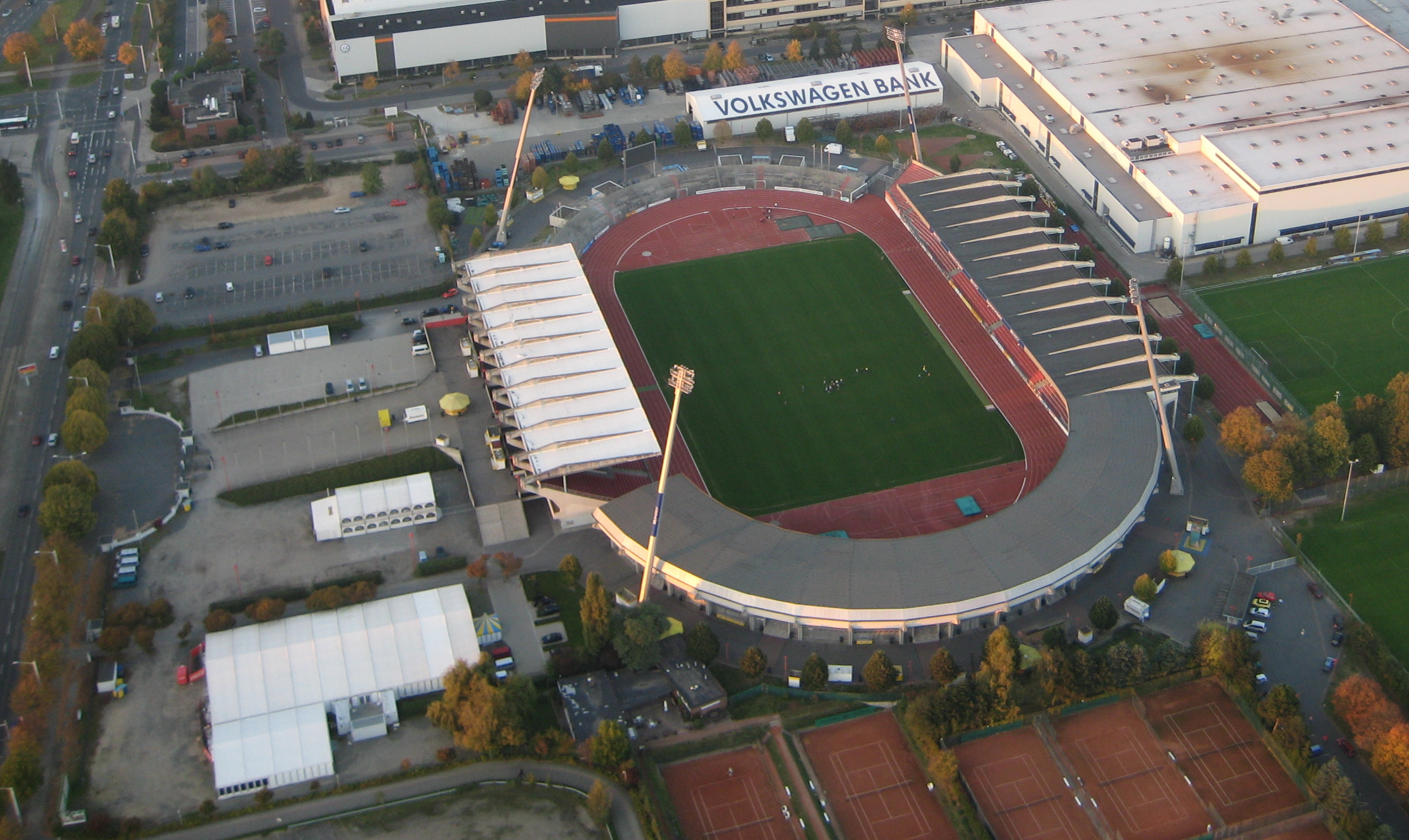
Eintracht-Stadion, vor dem Umbau 2011–2013

### Geschichte

#### 1895 bis 1904 – Die Gründung des Vereins
Der Verein wurde am 15. Dezember 1895 in der Wohnung des Braunschweiger Ingenieurs Carl Schaper als Fußball- und Cricket Club Eintracht Braunschweig gegründet. Unter den Gründungsmitgliedern waren überwiegend jugendliche Straßenfußballer, die ihrer Leidenschaft auf dem Leonhardplatz im Südosten Braunschweigs nachgingen. In den folgenden zwei Jahren fanden die ersten Freundschaftsspiele gegen andere Vereine statt.
Der FuCC Eintracht 1895 Braunschweig ist ebenso wie die beiden anderen damaligen Stadtvereine FC Brunsviga 1896 Braunschweig und FC Germania Braunschweig Gründungsmitglied des DFB, die auf der Gründungsversammlung des DFB am 28. Januar 1900 alle durch Herrn Stansch vertreten wurden. Die ersten Meisterschaftsspiele in Braunschweig fanden jedoch erst Jahre später, nach der Gründung des Fußballbundes für das Herzogtum Braunschweig am 1. Mai 1904, statt.
Um die Jahrhundertwende wurde der Verein maßgeblich durch den Braunschweiger Sportler und späteren Sportfunktionär Johannes Runge beeinflusst.

#### 1904 bis 1933 – Die frühen Vereinsjahre
| Saison | Platz | Tore   | Punkte |
| --- | ----- | ------ | ------ |
| 1904/05 | 01    | 035:04 | 12:0   |
| 1905/06 | 01    | 015:03 | 06:0   |
| 1906/07 | 01    | 011:03 | 04:0   |
| 1907/08 | 01    | 013:0  | 08:0   |
| 1908/09 | 01    | 032:12 | 12:0   |
| 1909/10 | 01    | 024:02 | 08:0   |
| 1910/11 | 01    | 029:02 | 06:0   |
| 1911/12 | 01    | 013:01 | 04:0   |
| 1912/13 | 01    | 048:01 | 16:04  |
| 1913/14 | 05    | 039:38 | 21:15  |
| 1915/16 | 01    | 020:02 | 04:0   |
| 1916/17 | 01    | 007:02 | 04:0   |
| 1917/18 | 01    | 002:01 | 02:0   |
| hellgrau: 1. Spielklasse Herzogtum Braunschweig dunkelgrau: Verbandsliga Norddeutschland In der Saison 1914/15 gab es keinen Spielbetrieb |       |        |        |

| Eintracht „in der Weimarer Republik“                                                                                                  |       |        |        |
| Saison | Platz | Tore   | Punkte |
| 1918/19 | 02    | 016:07 | 09:05  |
| 1919/20 | 01    | 045:03 | 21:01  |
| 1920/21 | 06    | 034:33 | 19:17  |
| 1921/22 | 02    | 043:21 | 23:09  |
| 1922/23 | 02    | 046:12 | 22:06  |
| 1923/24 | 01    | 043:13 | 21:07  |
| 1924/25 | 01    | 054:09 | 26:02  |
| 1925/26 | 02    | 037:16 | 20:08  |
| 1926/27 | 01    | 075:12 | 27:01  |
| 1927/28 | 03    | 038:22 | 15:13  |
| 1929/30 | 05    | 048:41 | 20:16  |
| 1930/31 | 02    | 053:28 | 24:08  |
| 1931/32 | 02    | 037:29 | 19:13  |
| 1932/33 | 06    | 035:30 | 15:17  |
| dunkelgrau: Bezirk Braunschweig hellgrau: Kreisliga Südkreis gelb: Oberliga Südkreis In der Saison 1928/29 gab es keinen Spielbetrieb |       |        |        |

| Spielername            | Nationalität    |
| ---------------------- | --------------- |
| Robert Breindl         | Deutsches Reich |
| Otto Bülte             | Deutsches Reich |
| Otto „Tull“ Harder     | Deutsches Reich |
| Walter Poppe           | Deutsches Reich |
| Richard Queck          | Deutsches Reich |
| Herbert Burdenski      | Deutsches Reich |
| Willi Fricke           | Deutsches Reich |
| Ludwig „Pipin“ Lachner | Deutsches Reich |
| Walter Schemel         | Deutsches Reich |
| Albert Sukop           | Deutsches Reich |
| Herbert Widmayer       | Deutsches Reich |

Mit der Verbandsgründung des Fußballbundes für das Herzogtum Braunschweig nahm die Fußballsparte des FuCC Eintracht 1895 Braunschweig den organisierten Spielbetrieb auf. Im Jahr 1905 gelang gleich im ersten Austragungsjahr die Verbands-Meisterschaft, wodurch erstmals die Teilnahme an der deutschen Meisterschaftsendrunde 1904/05 erreicht wurde. Nach zwei siegreichen Partien gegen Hannover 96 und den FC Viktoria 96 Magdeburg verpasste die Mannschaft den Einzug ins Halbfinale durch eine Niederlage gegen den Berliner TuFC Union 92.
Am 8. Oktober 1905 fand die Einweihung eines eigenen Sportplatzes an der Helmstedter Straße statt. Der Platz besaß eine kleine Holztribüne und fasste bis zu 3000 Zuschauer. Er lag im Bereich der heutigen Goldapstraße/Bromberger Straße gegenüber dem Hauptfriedhof. Das erste Auslandsspiel endete für die Mannschaft am 25. Dezember 1905 gegen Slavia Prag mit 3:8. Am 12. Oktober 1906 erfolgte eine Umbenennung des Vereins in FC Eintracht von 1895 e. V.
Nach dem Zusammenschluss verschiedener norddeutscher Verbände im April 1905 zum Norddeutschen Fußball-Verband wurde, nach zuvor zwei verlorenen Endspielen 1906 und 1907, im Jahre 1908 erstmals die norddeutsche Fußball-Meisterschaft errungen, die jetzt zur Teilnahme an der Meisterschaftsendrunde 1907/08 berechtigte. Hier schied die Mannschaft jedoch schon im ersten Spiel gegen den Duisburger SpV mit 0:1 aus.
In den folgenden Jahren gelangen drei weitere Endspielteilnahmen bei der norddeutschen Fußball-Meisterschaft (1909, 1911 und 1912), die die Eintracht jedoch allesamt verlor. Erst 1913 gelang der erneute Gewinn der Meisterschaft. Das norddeutsche Verbandsfinale gegen den SC Victoria Hamburg fand jedoch durch zeitliche Verschiebungen erst zwei Wochen nach dem Finale der deutschen Meisterschaft statt, so dass der Eintracht eine Teilnahme an der deutschen Meisterschaftsendrunde 1912/13 verwehrt blieb. In der Saison 1913/14 nahm die Eintracht als einziger Verein aus dem Herzogtum Braunschweig an der neugegründeten norddeutschen Verbandsliga teil und belegte hier am Ende den fünften Tabellenplatz.
Bereits sehr früh (1908–1914) stellte die Eintracht drei Nationalspieler. Der erste war Walter Poppe am 20. April 1908, beim zweiten Spiel einer deutschen Fußballnationalmannschaft überhaupt.
Durch den Ausbruch des Ersten Weltkrieges kam es in den folgenden Jahren zu erheblichen Einschnitten im Spielbetrieb. Die Saison 1914/15 fiel ganz aus, danach wurde zwischen 1915 und 1918 lediglich eine Braunschweiger Bezirksmeisterschaft in sehr begrenztem Umfang ausgespielt. In den Jahren 1916 und 1918 wurde die norddeutsche Meisterschaft nicht mehr von Vereinen, sondern von Städtemannschaften ausgetragen. In der letzten mit Vereinsmannschaften ausgespielten Meisterschaft vor Kriegsende scheiterte die Eintracht 1917 im Halbfinale am Marine SC Wilhelmshaven.
Am 10. Februar 1920 erfolgte eine erneute Umbenennung des Vereins, diesmal in SV Eintracht Braunschweig. Die Mitgliederzahl hatte sich auf über 1000 erhöht, und als Spielstätte wurde ein neues Stadion errichtet. Die Einweihung des neuen Eintracht-Stadions an der Hamburger Straße fand am 17. Juni 1923 mit einem Spiel gegen den 1. FC Nürnberg vor 15.000 Zuschauern statt.
In der Zeit zwischen 1920 und 1928 spielte man in der Kreisliga Südkreis. Dort gewann man 1924 und 1925 die Südkreismeisterschaft, 1924 wurde man noch einmal norddeutscher Vizemeister. In den folgenden Jahren verebbten die sportlichen Erfolge, so drohte 1929 erstmals der Abstieg aus der höchsten lokalen Spielklasse, der jedoch abgewendet werden konnte. In der nun Oberliga Süd genannten Liga befand sich die Eintracht am Ende der Saison 1933 unter neun teilnehmenden Mannschaften nur auf Platz 6.

#### 1933 bis 1947 – Gauliga und Neuanfang
| Eintracht im „Dritten Reich“ |       |        |        |
| Saison | Platz | Tore   | Punkte |
| 1933/34 | 05    | 033:37 | 20:16  |
| 1934/35 | 03    | 062:36 | 24:16  |
| 1935/36 | 04    | 052:43 | 23:17  |
| 1936/37 | 06    | 051:42 | 17:19  |
| 1937/38 | 04    | 072:26 | 25:11  |
| 1938/39 | 03    | 035:19 | 25:11  |
| 1939/40 | 02    | 029:18 | 13:07  |
| 1940/41 | 02    | 048:12 | 17:03  |
| 1941/42 | 101   | 050:21 | 16:04  |
| 1942/43 | 01    | 146:20 | 35:01  |
| 1943/44 | 01    | 100:17 | 33:03  |
| hellgrau: Spielzeiten in der Gauliga Niedersachsen; dunkelgrau: Spielzeiten in der Gauliga Südhannover-Braunschweig 1In der Saison 1941/42 wurde die Gauliga Niedersachsen zuerst in zwei Gruppen zu je sechs Mannschaften ausgespielt; die drei besten Mannschaften jeder Gruppe qualifizierten sich für die Endrunde, in der die Eintracht Platz 3 belegte. |       |        |        |

Ab 1933 spielte die Eintracht weiter in der höchsten Leistungsklasse. Diese war dem Zeitgeist entsprechend nunmehr Gauliga benannt worden. Nach vorangegangenen Plätzen im Mittelfeld der Liga konnte 1937 der Klassenerhalt erst am letzten Spieltag gesichert werden. Am 31. Oktober 1937 fand in dem mit 24.000 Zuschauern überfüllten Stadion ein Spiel gegen den amtierenden Deutschen Meister FC Schalke 04 statt. Das Achtelfinale des Tschammerpokals, dem Vorgänger des heutigen DFB-Pokals, verlor die Eintracht mit 0:1. Für die Entscheidung sorgte ein Handelfmeter für den späteren Pokalsieger kurz vor Ablauf der Verlängerung.
1943 erreichte der Verein als Meister der Sportbereichsklasse Südhannover-Braunschweig die deutsche Meisterschaftsendrunde 1942/43. Nach einem deutlichen Sieg in der ersten Runde unterlag man im Achtelfinale dem späteren Sieger Dresdner SC mit 0:4.
Auch in der folgenden Saison 1943/44 gelang als Gaumeister der Einzug in die deutsche Meisterschaftsendrunde. Diesmal scheiterte der Verein schon in der ersten Runde gegen Wilhelmshaven 05. Das letzte Spiel der „alten“ Eintracht vor Kriegsende fand am 4. Februar 1945 bei Germania Wolfenbüttel statt und endete mit dem bemerkenswerten Resultat von 6:10. Danach musste der Spielbetrieb kriegsbedingt eingestellt werden. Nach Kriegsende fand der weitere Spielbetrieb unter dem einzigen von der britischen Besatzermacht zugelassenen Großverein TSV Braunschweig statt. Dort kämpfte man ab dem 18. Februar 1946 um die Bezirksmeisterschaft in der Oberliga Niedersachsen-Süd, die gewonnen werden konnte, und anschließend um die Norddeutsche Meisterschaft. Dieser Wettbewerb wurde jedoch von der Besatzungsmacht im Viertelfinale verboten und abgebrochen. In der Saison 1946/47 erreichte man die Endrunde der Zonenmeisterschaft, scheiterte aber im Viertelfinale an Rot-Weiß Oberhausen. In der darauf folgenden Saison 1947/48 stoppte der Hamburger SV die Titelambitionen im Halbfinale der Endrunde.

#### 1947 bis 1963 – Oberliga Nord
| Eintracht „der Weg in die Bundesliga“                                                                       |       |        |        |
| Saison | Platz | Tore   | Punkte |
| 1947/48 | 03    | 050:31 | 28:16  |
| 1948/49 | 04    | 048:48 | 25:19  |
| 1949/50 | 05    | 054:48 | 36:24  |
| 1950/51 | 10    | 060:55 | 30:34  |
| 1951/52 | 14    | 050:72 | 23:37  |
| 1952/53 | 01    | 123:39 | 54:10  |
| 1953/54 | 04    | 057:58 | 32:28  |
| 1954/55 | 06    | 058:56 | 33:27  |
| 1955/56 | 11    | 068:71 | 27:33  |
| 1956/57 | 07    | 061:51 | 30:30  |
| 1957/58 | 02    | 072:44 | 41:19  |
| 1958/59 | 05    | 064:55 | 33:27  |
| 1959/60 | 08    | 043:44 | 31:29  |
| 1960/61 | 09    | 051:56 | 28:32  |
| 1961/62 | 06    | 067:55 | 36:24  |
| 1962/63 | 03    | 062:41 | 37:23  |
| hellgrau: Spielzeiten in der Oberliga-Nord; dunkelgrau: Spielzeiten in der 1. Amateurliga Niedersachsen-Ost |       |        |        |

Ab der Saison 1947/48 gab es in Deutschland wieder einen einheitlichen Spielbetrieb. 1947 gehörte der TSV Braunschweig zu den Gründungsmitgliedern der neuen Fußball-Oberliga Nord.
Am 13. Februar 1949 prallte der TSV-Torhüter Gustav Fähland bei einem Auswärtsspiel unglücklich mit einem Bremer Stürmer zusammen und verstarb sieben Tage später an Nierenblutungen.
Die Umbenennung in den alten Namen Eintracht Braunschweig erfolgte am 1. April 1949.
Nach drei erfolgreichen Jahren in der Oberliga Nord rutschte die Eintracht sportlich ab. In der Saison 1951/52 musste zum ersten Mal in der Vereinsgeschichte der Gang in die Zweitklassigkeit angetreten werden, und zwar durch Ausschluss aus der Oberliga wegen (aus Sicht des NFV) nachgewiesener Bestechung und Nötigung im – sportlich erfolgreichen – Abstiegskampf. Im folgenden Jahr gelang jedoch mit dem neuen Trainer Edmund Conen der sofortige Wiederaufstieg aus der Amateuroberliga Niedersachsen.
Durch das Erreichen des zweiten Platzes in der Liga reichte es 1958 zur Teilnahme an der Endrunde zur deutschen Fußballmeisterschaft 1957/58. Dort scheiterte man in der Vorrunde. In den folgenden Jahren befand sich die Eintracht im oberen Drittel der Liga. Nach dem Beschluss des DFB, ab der Saison 1963/64 eine eingleisige, bundesweite Liga einzuführen, reichte es am Schluss für Platz 3 in der Oberliga Nord.

#### 1963 bis 1985 – Bundesliga
| Eintracht „20 Jahre Bundesliga“                                                       |       |             |
| Saison                                                                                | Platz | ø Zuschauer |
| 1963/64                                                                               | 11    | 19.601      |
| 1964/65                                                                               | 09    | 18.792      |
| 1965/66                                                                               | 10    | 14.540      |
| 1966/67                                                                               | 01    | 25.270      |
| 1967/68                                                                               | 09    | 14.427      |
| 1968/69                                                                               | 04    | 15.230      |
| 1969/70                                                                               | 16    | 14.308      |
| 1970/71                                                                               | 04    | 17.344      |
| 1971/72                                                                               | 12    | 12.118      |
| 1972/73                                                                               | 17    | 13.667      |
| 1973/74                                                                               | 01    | 09.376      |
| 1974/75                                                                               | 09    | 17.788      |
| 1975/76                                                                               | 05    | 22.604      |
| 1976/77                                                                               | 03    | 19.743      |
| 1977/78                                                                               | 13    | 17.578      |
| 1978/79                                                                               | 09    | 16.311      |
| 1979/80                                                                               | 18    | 13.229      |
| 1980/81                                                                               | 02    | 10.410      |
| 1981/82                                                                               | 11    | 18.408      |
| 1982/83                                                                               | 15    | 13.954      |
| 1983/84                                                                               | 09    | 14.470      |
| 1984/85                                                                               | 18    | 18.618      |
| hellgrau: Spielzeiten in der Bundesliga; dunkelgrau: Spielzeiten in der 2. Bundesliga |       |             |

| Spielername        | Nationalität               |
| ------------------ | -------------------------- |
| Joachim Bäse       | Deutschland Bundesrepublik |
| Wolfgang Brase     | Deutschland Bundesrepublik |
| Hans-Georg Dulz    | Deutschland Bundesrepublik |
| Klaus Gerwien      | Deutschland Bundesrepublik |
| Wolfgang Grzyb     | Deutschland Bundesrepublik |
| Winfried Herz      | Deutschland Bundesrepublik |
| Hans Jäcker        | Deutschland Bundesrepublik |
| Peter Kaack        | Deutscher                  |
| Erich Maas         | Deutschland Bundesrepublik |
| Ernst-Otto Meyer   | Deutschland Bundesrepublik |
| Klaus Meyer        | Deutschland Bundesrepublik |
| Jürgen Moll        | Deutschland Bundesrepublik |
| Werner Oberländer  | Deutschland Bundesrepublik |
| Gerd Saborowski    | Deutschland Bundesrepublik |
| Walter Schmidt     | Deutschland Bundesrepublik |
| Werner Thamm       | Deutschland Bundesrepublik |
| Lothar Ulsaß       | Deutschland Bundesrepublik |
| Aykut Ünyazıcı     | Turkei                     |
| Horst Wolter       | Deutschland Bundesrepublik |
| Heinz Wozniakowski | Deutschland Bundesrepublik |

| Spielername                 | Nationalität                                   |
| --------------------------- | ---------------------------------------------- |
| Hans „Hasse“ Borg           | Schweden                                       |
| Paul Breitner               | Deutschland Bundesrepublik                     |
| Ludwig Bründl               | Deutschland Bundesrepublik                     |
| Matthias Bruns              | Deutschland Bundesrepublik                     |
| Bernd „Bacardi“ Buchheister | Deutschland Bundesrepublik                     |
| Jaro Deppe                  | Deutschland Bundesrepublik                     |
| Bernd Dörfel                | Deutschland Bundesrepublik                     |
| Wolfgang Dremmler           | Deutschland Bundesrepublik                     |
| Lutz Eigendorf              | Deutschland Bundesrepublik                     |
| Lars Ellmerich              | Deutschland Bundesrepublik                     |
| Dietmar Erler               | Deutschland Bundesrepublik                     |
| Bernd Franke                | Deutschland Bundesrepublik                     |
| Wolfgang Frank              | Deutschland Bundesrepublik                     |
| Michael Geiger              | Deutschland Bundesrepublik                     |
| Bernd Gersdorff             | Deutschland Bundesrepublik                     |
| Wolfgang Grobe              | Deutschland Bundesrepublik                     |
| Uwe Hain                    | Deutschland Bundesrepublik                     |
| Karl-Heinz Handschuh        | Deutschland Bundesrepublik                     |
| Friedhelm Haebermann        | Deutschland Bundesrepublik                     |
| Reiner Hollmann             | Deutschland Bundesrepublik                     |
| Reinhard Kindermann         | Deutschland Bundesrepublik                     |
| Hartmut Konschal            | Deutschland Bundesrepublik                     |
| Max Lorenz                  | Deutschland Bundesrepublik                     |
| Peter Lux                   | Deutschland Bundesrepublik                     |
| Franz Merkhoffer            | Deutschland Bundesrepublik                     |
| Hans-Heinrich Pahl          | Deutschland Bundesrepublik                     |
| Michael Polywka             | Deutschland Bundesrepublik                     |
| Danilo Popivoda             | Jugoslawien Sozialistische Föderative Republik |
| Uwe Reinders                | Deutschland Bundesrepublik                     |
| Aleksandar Ristić           | Jugoslawien Sozialistische Föderative Republik |
| Manfred Tripbacher          | Deutschland Bundesrepublik                     |
| Ronnie Worm                 | Deutschland Bundesrepublik                     |
| Ilija Zavišić               | Jugoslawien Sozialistische Föderative Republik |
| Dieter Zembski              | Deutschland Bundesrepublik                     |

Aufgrund sportlicher und wirtschaftlicher Faktoren erhielt Eintracht Braunschweig am 6. Mai 1963 einen Platz in der neuen Bundesliga und zählt somit zu den 16 Gründungsmitgliedern. Im ersten Spiel – einem Auswärtsspiel beim TSV 1860 München – gab es ein 1:1. Das erste Bundesligator für die Eintracht erzielte Klaus Gerwien zum Ausgleich in der 74. Minute. Das erste Heimspiel war ein 1:0-Sieg gegen Preußen Münster durch ein Tor von Jürgen Moll.
Trainer war von 1963 bis 1970 Helmuth Johannsen. Eintracht Braunschweig blieb von allen länger in der Bundesliga verbliebenen Gründungsmitgliedern am längsten ohne Platzverweis, nämlich bis zur Saison 1975/76; allein von 1963 bis zum ersten Abstieg 1973 waren dies 322 Bundesligaspiele hintereinander – ein noch heute bestehender Rekord. Den ersten Platzverweis der Eintracht kassierte der damals älteste Spieler der Bundesliga, der 35-jährige Wolfgang Grzyb, am 30. August 1975 beim 3:2-Sieg über Werder Bremen, nachdem er den Schiedsrichter Manfred Scheffner beschimpft hatte.

##### Deutscher Meister 1967
Im Jahre 1967 wurde Eintracht Braunschweig deutscher Fußballmeister. Nach sechs Begegnungen war die Eintracht mit 9:3 Punkten erstmals Tabellenführer. Im Laufe der Saison wurde u. a. der FC Bayern mit 5:2 besiegt. Am 17. Spieltag feierte man die Herbstmeisterschaft, punktgleich mit dem Hamburger SV. In der Abschlusstabelle hatte die Mannschaft zwei Punkte Vorsprung vor dem TSV 1860 München. Bekannteste Spieler der Meistermannschaft waren Lothar Ulsaß, Horst Wolter, Jürgen Moll, Joachim Bäse und Klaus Gerwien. Der Verein gewann in dieser Saison viele Spiele mit 1:0 oder 2:0, daher galt vor allem die Abwehrleistung als gut. Insgesamt kassierte die Mannschaft nur 27 Gegentore und stellte damit einen Bundesliga-Rekord auf, der erst 1988 von Werder Bremen unter Otto Rehhagel unterboten wurde. Der Vizemeister 1860 München kassierte zum Vergleich 47 Gegentore. Die Mannschaft galt als eingespielt, zehn Akteure kamen zu jeweils mehr als 30 Einsätzen. Entschieden wurde die Meisterschaft mit einem 0:0 am 33. Spieltag im Auswärtsspiel bei Rot-Weiss Essen. Unter den Eintracht-Fans dort war Viktor Siuda, der die 328 Kilometer von Braunschweig nach Essen zu Fuß gegangen und 20 Minuten vor dem Spiel im Stadion eingetroffen war. Siuda war zugleich einer der Leichtathleten des Vereins. Er hatte mit der Eintracht-Mannschaft in den Jahren 1954–1958 viermal die deutsche Meisterschaft im Langstrecken-Gehen (20 und 50 km) gewonnen. Nach einem 4:1-Sieg im letzten Saisonspiel gegen den 1. FC Nürnberg vor 37.000 Zuschauern im Eintracht-Stadion folgte die mehrtägige Meisterfeier.
Die Meister-Elf von 1967:

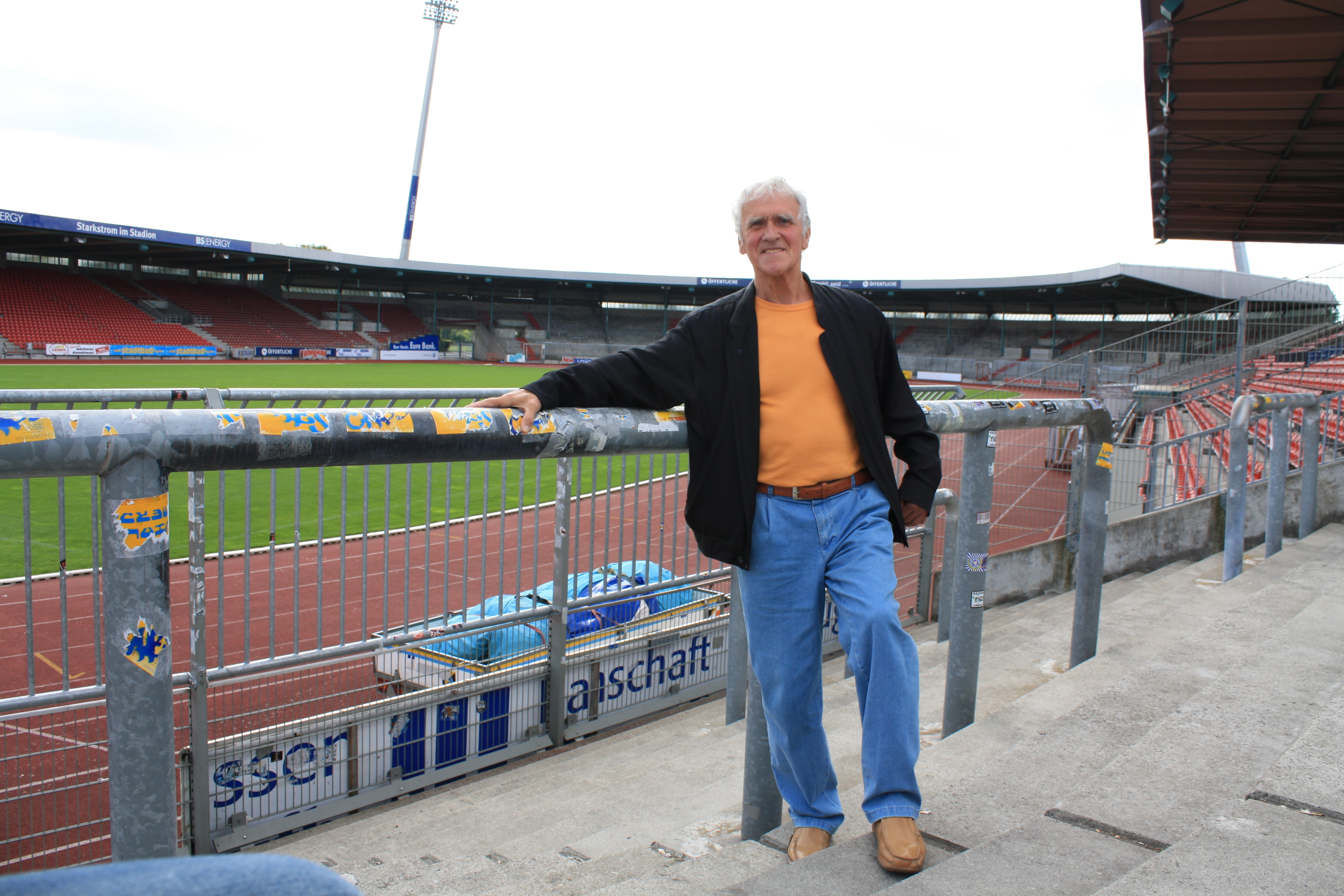
Walter Schmidt, ein Spieler der Meistermannschaft von 1967 (hier 2009 im Eintracht-Stadion)

- Tor: Hans Jäcker (2/0); Horst Wolter (32/0)
- Abwehr: Joachim Bäse (33/0); Wolfgang Brase (3/0); Wolfgang Grzyb (15/2); Peter Kaack (34/0); Wolfgang Matz (5/0); Klaus Meyer (30/0); Jürgen Moll (34/5)
- Mittelfeld: Walter Schmidt (33/0); Hans-Georg Dulz (32/5); Gerd Saborowski (33/8)
- Sturm: Klaus Gerwien (21/4); Wolf-Rüdiger Krause (2/0); Erich Maas (33/10); Lothar Ulsaß (32/15)[6]
- Trainer: Helmuth Johannsen

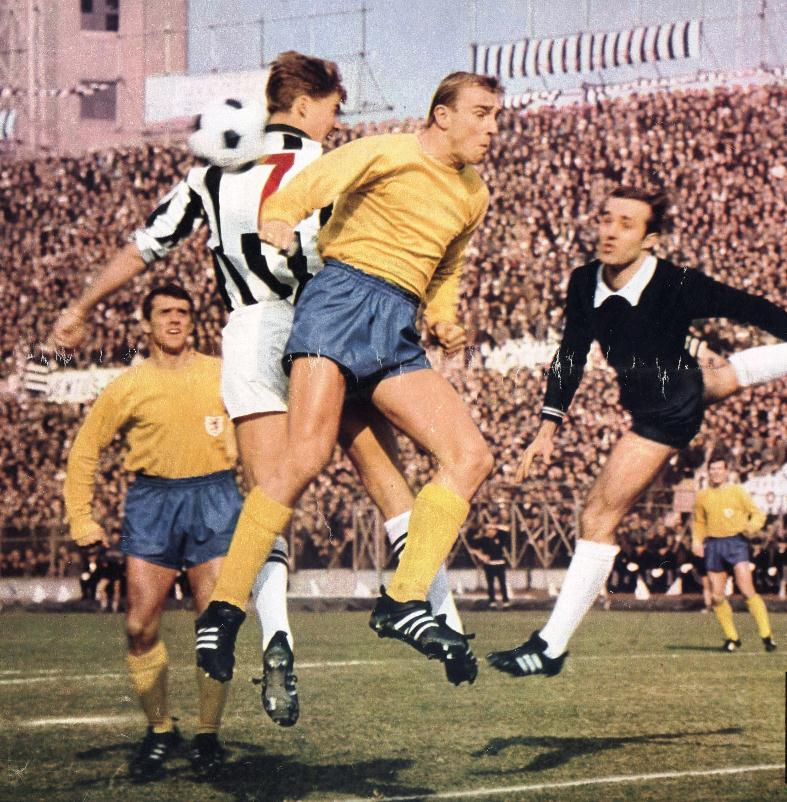
Europapokalspiel 1968 gegen Juventus Turin

Die Spieler der Meisterelf erhielten 1966/67 in der Regel ein monatliches Grundgehalt von 1200 DM und Siegprämien von 250 DM für gewonnene Bundesligaspiele. Daher gingen fast alle Spieler neben dem Profifußball noch regulären Berufen nach. Trainiert wurde viermal in der Woche, sonntags und mittwochs gab Helmut Johannsen seinen Spielern frei – sie sollten sich um ihre Familien kümmern. Zehn Spieler waren noch aus dem Kader dabei, mit dem er 1963 in die erste Bundesliga-Saison gegangen war. Im Sommer 1966 hatte die Frankfurter Allgemeine Zeitung geschrieben: „Die Gefahr, daß die Hanse der Bundesliga-Städte als nächsten Fremdkörper die biederen Braunschweiger abstößt, läßt sich nicht von der Hand weisen. Ihr Ausscheiden käme einer folgerichtigen Begradigung der geographischen und wirtschaftlichen Bundesliga-Grenzen gleich“. Die „Bild“ verspottete Eintracht als „typische Hausfrauenmannschaft, brav und solide“. Im Europapokal der Landesmeister 1967/68 kam Eintracht bis ins Viertelfinale. Dort fand nach den Spielen gegen den italienischen Meister Juventus Turin (Hinspiel 3:2, Rückspiel 0:1 durch Elfmeter in der 88. Minute) ein Entscheidungsspiel auf neutralem Platz in Bern statt, das 0:1 verloren ging.

##### Bundesliga-Skandal von 1971
Als Bundesliga-Skandal wird die Bestechungsaffäre des Bauunternehmers Rupert Schreiner (Gönner von Arminia Bielefeld) bezeichnet, der vor dem Saisonfinale am 5. Juni 1971 mit einigen Spielern der Braunschweiger Eintracht eine Prämie von 40.000 DM aushandelte, die zur Zahlung fällig würde, wenn der BTSV im letzten Spiel gegen Rot-Weiß Oberhausen nicht verlöre. Nach dem Spiel, das 1:1 endete, entzog sich Schreiner zunächst seinen eingegangenen Verpflichtungen. Er wurde jedoch von Eintracht-Spieler Max Lorenz, der dann auch die Prämie kassierte, am Flughafen gestellt.
Der DFB in Person von „Chefankläger“ Hans Kindermann bestrafte die folgenden Eintracht-Spieler wegen Manipulation mit Sperren und Geldstrafen:
- Lothar Ulsaß wurde für die Bundesliga vom 7. August 1971 bis 1. Januar 1973 gesperrt und erhielt eine Geldbuße von 2.200 DM. Am 16. August 1972 bekam er die Freigabe für einen Wechsel ins Ausland; er ging zum Wiener Sportklub und die Eintracht verlor damit ihren Kapitän und erfolgreichsten Bundesliga-Torschützen.
- Horst Wolter, Wolfgang Grzyb, Peter Kaack, Franz Merkhoffer, Bernd Gersdorff, Klaus Gerwien, Rainer Skrotzki, Eberhard Haun, Jaro Deppe, Dietmar Erler, Friedhelm Haebermann, Joachim Bäse und Michael Polywka erhielten eine Geldstrafe von jeweils 4.400 DM.
- Burkhardt Öller wurde vom 9. Februar 1973 bis zum 8. Mai 1973 gesperrt und zusätzlich zu einer Zahlung von 2.000 DM verurteilt.

##### Die 1970er und 1980er Jahre

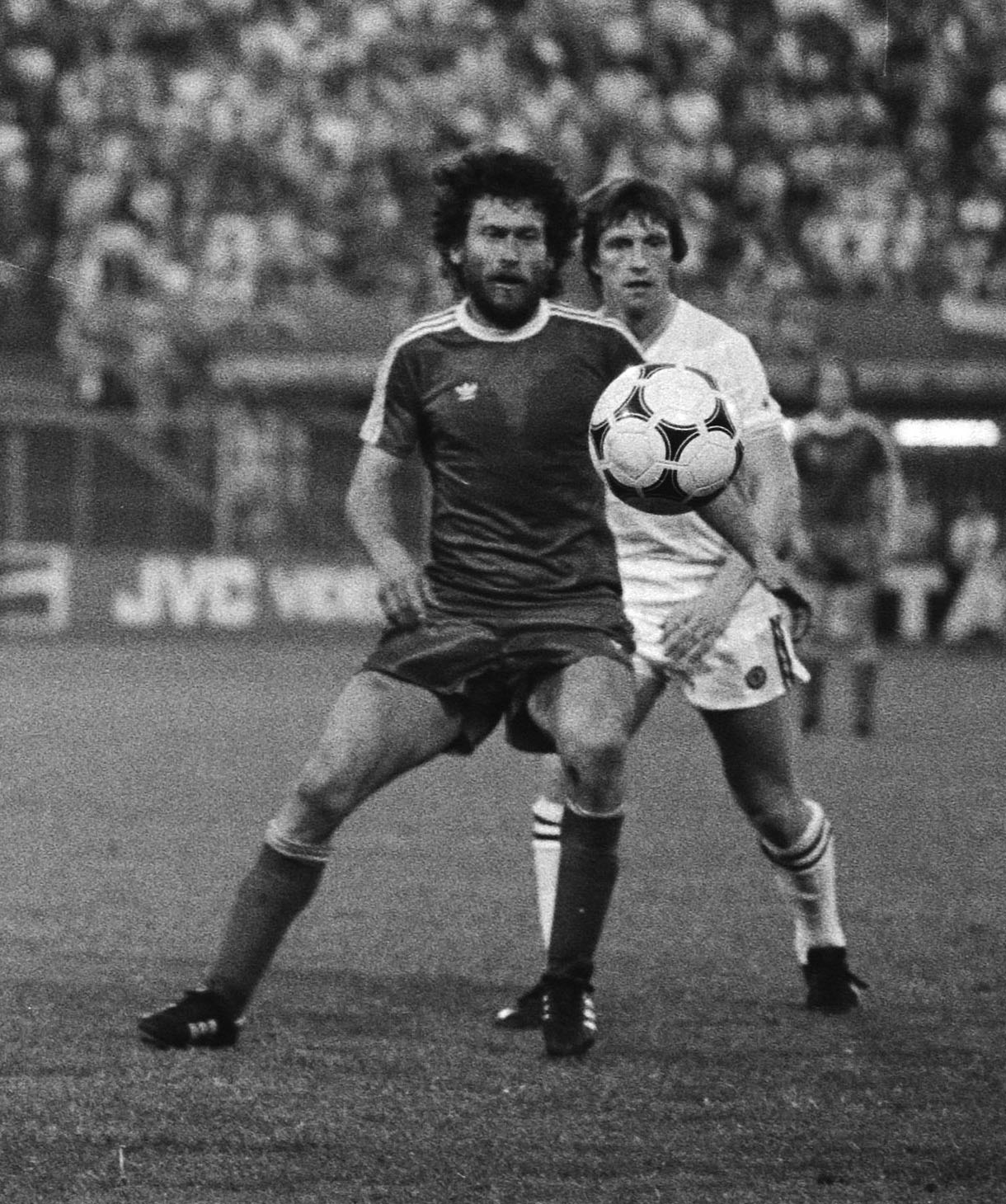
Neuzugang 1977: Paul Breitner (li.)

Nach dem ersten Abstieg aus der Bundesliga folgte 1974 der sofortige Wiederaufstieg. Bis 1977 war die Mannschaft, die damals von Branko Zebec trainiert wurde, wieder relativ erfolgreich. Sie etablierte sich in der Spitzengruppe. Die auffälligsten Spieler waren Torwart Bernd Franke und der jugoslawische Flügelstürmer Danilo Popivoda. 1974/75 hielt die Eintracht als Aufsteiger lange Zeit Kontakt zur Spitze, schloss aber auf Platz 9 ab. In den folgenden Jahren erreichte der Verein die Plätze 5 (1975/76) und 3 (1976/77), zuletzt mit nur einem Punkt Rückstand auf Meister Borussia Mönchengladbach. Im UEFA-Pokal 1977/78 schaltete Braunschweig Dynamo Kiew aus.
Nach 1977 folgten wechselvolle Jahre mit Auf- und Abstiegen, die mit wirtschaftlichen Schwierigkeiten einhergingen, auch weil die Renovierung des Stadions und der Neubau der Haupttribüne hohe Schulden verursacht hatten. Trotz der Verpflichtung der Nationalspieler Paul Breitner (1977) und Ronnie Worm (1979) verlor die Eintracht den Kontakt zur Spitze und stieg 1980 das zweite Mal ab. 1981 gelang der sofortige Wiederaufstieg. In den vier weiteren Bundesligajahren war die beste Platzierung Platz 9 in der Saison 1983/84.
Der im Jahr 1979 aus der DDR geflohene Spieler Lutz Eigendorf (ehemals BFC Dynamo) war kurz nach seinem Wechsel vom 1. FC Kaiserslautern zur Eintracht am 5. März 1983 in einen Autounfall verwickelt, an dessen Folgen er wenig später starb. Bereits kurz nach dem Unfall kamen Vermutungen über einen Mordanschlag auf. Nach Öffnung der Stasi-Archive stellte sich heraus, dass Eigendorf und sein Umfeld von über 50 Mitarbeitern des MfS bespitzelt worden waren. In der WDR-Dokumentation Tod dem Verräter (gesendet in der ARD am 22. März 2000) wurde die Vermutung erhärtet, dass der Unfall ein vom MfS inszeniertes Attentat war. Anfang 2011 gab die zuständige Staatsanwaltschaft allerdings bekannt, es gebe beim Unfall von Eigendorf keine objektiven Hinweise auf ein Fremdverschulden.
Im Jahr 1981 verkauft Eintracht Braunschweig schließlich das Eintracht-Stadion für rund 12 Millionen D-Mark an die Stadt Braunschweig.

#### 1984 bis 1993 – Von der 2. Bundesliga in die Oberliga und zurück
| Zwischen 2. und 3. Liga |       |        |        |
| Saison | Platz | Tore   | Punkte |
| 1985/86 | 12    | 065:62 | 36:40  |
| 1986/87 | 17    | 052:47 | 32:44  |
| 1987/88 | 01    | 089:24 | 57:11  |
| 1988/89 | 09    | 043:43 | 38:38  |
| 1989/90 | 07    | 055:51 | 39:37  |
| 1990/91 | 13    | 053:52 | 35:41  |
| 1991/92 | 07    | 054:48 | 33:31  |
| 1992/93 | 19    | 065:73 | 41:52  |
| 1993/94 | 02    | 063:35 | 41:19  |
| 1994/95 | 06    | 049:43 | 36:32  |
| 1995/96 | 02    | 063:35 | 060    |
| 1996/97 | 02    | 077:26 | 078    |
| 1997/98 | 02    | 070:24 | 082    |
| 1998/99 | 03    | 071:42 | 064    |
| 1999/2000 | 03    | 069:28 | 069    |
| 2000/01 | 08    | 055:43 | 049    |
| 2001/02 | 02    | 060:29 | 064    |
| 2002/03 | 15    | 033:53 | 034    |
| 2003/04 | 06    | 049:42 | 052    |
| 2004/05 | 01    | 059:35 | 070    |
| 2005/06 | 12    | 037:48 | 043    |
| 2006/07 | 18    | 020:48 | 023    |
| 2007/08 | 10    | 055:50 | 053    |
| 2008/09 | 13    | 046:51 | 045    |
| 2009/10 | 04    | 055:37 | 062    |
| 2010/11 | 01    | 081:22 | 085    |
| 2011/12 | 08    | 037:35 | 045    |
| hellgrau: Spielzeiten in der 2. Bundesliga; dunkelgrau: Spielzeiten in der Amateur-Oberliga Nord (bis 1994) bzw. Regionalliga Nord (ab 1994); gelb: Spielzeiten in der 3. Liga |       |        |        |

| Spielername          | Nationalität |
| -------------------- | ------------ |
| Holger Aden          | Deutschland  |
| Martin Amedick       | Deutschland  |
| Ihor Bjelanow        | Ukraine      |
| Patrick Bick         | Deutschland  |
| Serge Branco         | Kamerun      |
| Sergej Fokin         | Russland     |
| Daniel Graf          | Deutschland  |
| Mathias Hain         | Deutschland  |
| Sascha Kirschstein   | Deutschland  |
| Miloš Kolaković      | Serbien      |
| Ahmet Kuru           | Turkei       |
| Mohamed Ali Mahjoubi | Tunesien     |
| Viktor Pasulko       | Russland     |
| Tobias Rau           | Deutschland  |
| Jürgen Rische        | Deutschland  |
| Dirk Schuster        | Deutschland  |
| Thorsten Stuckmann   | Deutschland  |
| Daniel Teixeira      | Brasilien    |
| Dirk Weetendorf      | Deutschland  |
| Uwe Zimmermann       | Deutschland  |

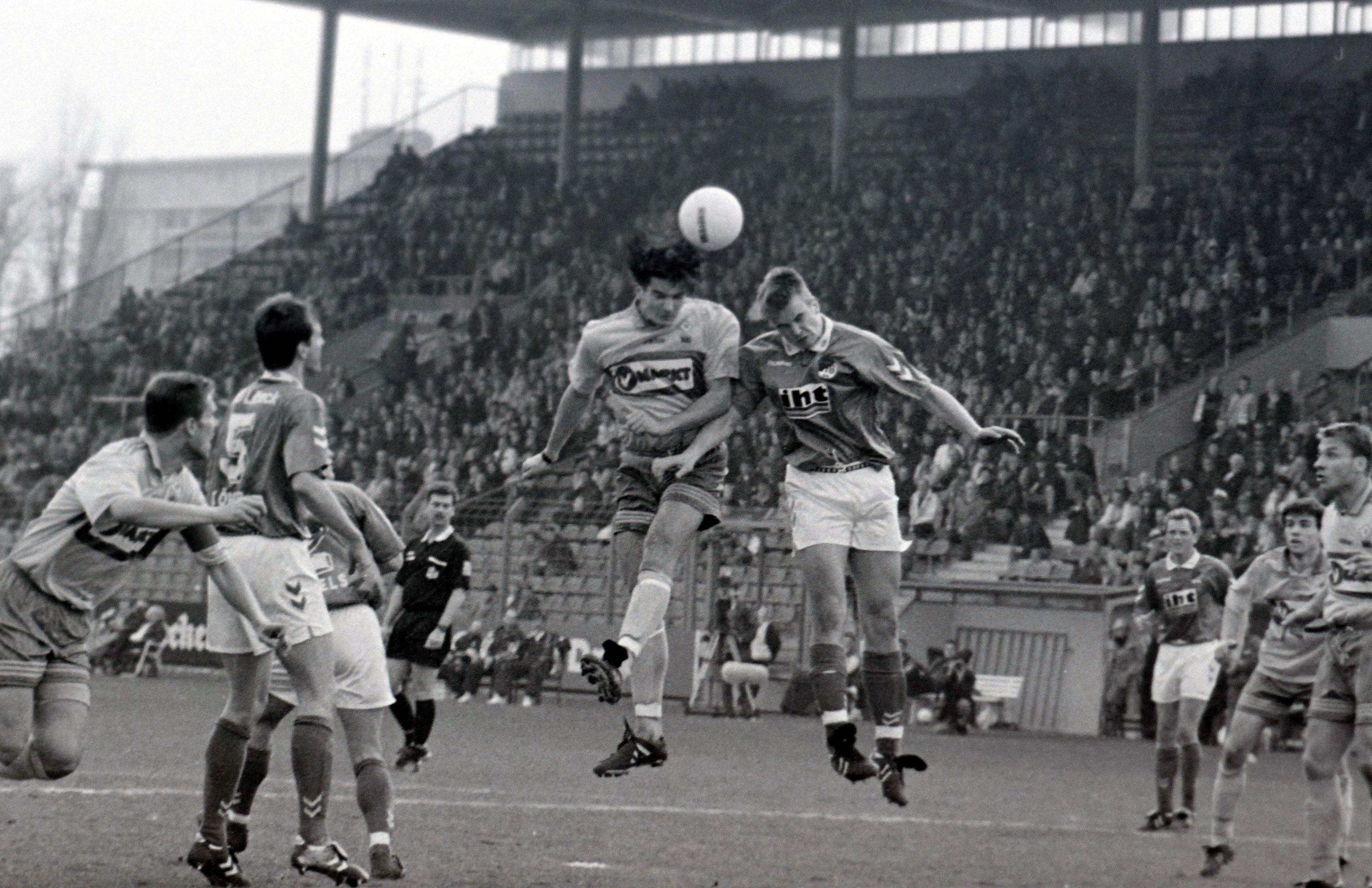
Regionalligaheimspiel 1998 gegen den VfB Lübeck (beim Kopfball: Leo Marić)

In der Saison 1984/85 stieg der Verein erneut in die 2. Bundesliga ab. Nach der ersten Zweitligaspielzeit, die mit einem zwölften Tabellenplatz abgeschlossen wurde, folgte bereits 1986/87 der Abstieg in die Drittklassigkeit, der bisher einzige Abstieg eines Vereins im deutschen Profifußball mit einem positiven Torverhältnis (52:47). Unterdessen strebte Karl-Heinz Briam, der damalige Arbeitsdirektor von Volkswagen, nach dem Amt des Clubvorstandes. Dieses Unterfangen versuchte jedoch Günther Mast, der Vorstand des damaligen Hauptsponsors Jägermeister, zu verhindern. Daraufhin übernahm Briam die Führung beim VfL Wolfsburg und legte gemeinsam mit dem Volkswagenkonzern den Grundstein für die weitere sportliche Entwicklung in der Nachbarstadt. 1988 kam es zum sofortigen Wiederaufstieg. Danach konnte die Eintracht sich bis 1993 in der 2. Bundesliga halten, bevor sie erneut abstieg.

#### 1993 bis 2007 – Zwischen Regionalliga und 2. Bundesliga
Es folgten neun Jahre in der Oberliga Nord bzw. der Regionalliga Nord. Fünfmal wurde dort der zweite Platz und zweimal der dritte Rang erreicht, erst 2002 gelang der Wiederaufstieg durch ein 2:1 gegen Wattenscheid 09. Am 34. Spieltag erzielte Thomas Piorunek den Siegtreffer in der 90. Minute, nachdem Hamit Altıntop Wattenscheid zuvor in Führung gebracht hatte. Zu den Stützen der Aufstiegsmannschaft von Trainer Peter Vollmann zählten unter anderem Daniel Teixeira, welcher in der Aufstiegssaison 19 Tore schoss. Durch sein Hattrick beim Auswärtsspiel in Düsseldorf konnte ein 2:3-Auswärtssieg erspielt werden. 2003 stieg der Verein erneut ab. Besiegelt wurde der Abstieg durch eine 1:4-Heimniederlage am letzten Spieltag gegen den von Jürgen Klopp trainierten FSV Mainz 05. Zu den zentralen Spielern im Braunschweig Team gehörten u. a. Torhüter Alexander Kunze und Karsten Hutwelker. Im Jahr 2003/2004 konnte Braunschweig bis ins Achtelfinale des DFB-Pokals vordringen. In der ersten Runde konnte Braunschweig den Bundesligisten 1. FC Kaiserslautern mit 4:1 besiegen. Während für Kaiserslautern noch Miroslav Klose, Tim Wiese und Halil Altıntop aufliefen, beging auf Braunschweiger Seite Torsten Lieberknecht als Mittelfeldspieler sein Pflichtspieldebüt. In der nächsten Runde konnte Braunschweig das als Erzrivale geltende Hannover mit 2:0 schlagen. Ein Jahr später gelang der Wiederaufstieg in die 2. Bundesliga. Bis zum letzten Spieltag lagen Braunschweig, der VfL Osnabrück, der SC Paderborn und der VfB Lübeck in der Tabelle dicht beieinander. Erst am letzten Spieltag konnte Braunschweig den Aufstieg durch ein 3:2 gegen die bereits abgestiegenen Bielefeld Amateure klarmachen. Den Siegtreffer erzielte Kapitän Jürgen Rische per Foulelfmeter. Die Saison 2005/06 wurde mit Platz 12 abgeschlossen. Im DFB-Pokal besiegte Braunschweig Bundesligist Borussia Dortmund in einem Spiel, das aufgrund eines Stromausfalls für 15 min unterbrochen wurde, mit 2:1.
In der Saison 2006/07 konnte trotz verschiedener Maßnahmen der Abstieg in die Regionalliga nicht verhindert werden; in der Winterpause wurden elf neue Spieler für 1,1 Millionen Euro verpflichtet, von denen sich jedoch keiner als durchschlagkräftig erwiesen hat. In der gesamten Spielzeit leiteten fünf verschiedene Trainer die Mannschaft, darunter Michael Krüger, Willi Reimann und Đurađ Vasić. Letzterer wurde nach fünf Niederlagen in fünf Spielen und 2:13 Toren nach genau 30 Tagen als Trainer wieder entlassen, nachdem er der Mannschaft nach seiner ersten Partie als Trainer die Zweitliga-Tauglichkeit abgesprochen hatte. Am Ende belegte der Verein jedoch den letzten Tabellenplatz mit insgesamt nur vier Siegen und dreiundzwanzig Punkten. Zudem gab es personell einen großen Umbruch, da ein Großteil der im Winter geholten Spieler lediglich Verträge für Liga 2 besaß.

#### 2007 bis 2017 – von der Regionalliga für ein Jahr in die Bundesliga
Als Heilsbringer für die neue Saison wurde Benno Möhlmann verpflichtet, der für viel Geld aus Fürth losgeeist und mit allen Freiheiten ausgestattet worden war, mit dem Ziel den direkten Wiederaufstieg zu realisieren. Der Start in die Regionalliga-Saison 2007/08, die zusätzlich Qualifikationsrunde für die neue 3. Liga war, misslang jedoch und die Mannschaft sammelte in den ersten acht Spielen nur drei Punkte. Schließlich trat Möhlmann drei Spieltage vor Saisonende zurück. Den Posten des Cheftrainers übernahm der damalige A-Jugendtrainer und ehemalige Eintracht-Spieler Torsten Lieberknecht, der die Situation wie folgt beschrieb: „Ich kam auf die Geschäftsstelle, es ging um die Existenz – und im Präsidium richteten sich plötzlich alle Augen auf mich.“ Lieberknecht holte schließlich 7 Punkte aus den verbleibenden drei Partien und nachdem die Eintracht die gesamte Saison auf einem Abstiegsplatz gestanden hatte, gelang am letzten Spieltag durch einen Sieg über die zweite Mannschaft von Borussia Dortmund der Sprung auf Platz 10, was die Qualifikation für die 3. Liga bedeutete.
Am 17. September 2007 stimmten 80 Prozent der 312 stimmberechtigten Mitglieder in der außerordentlichen Versammlung für die Ausgliederung der Fußballprofi-Abteilung in eine Kapitalgesellschaft. Am 3. Dezember 2007 wählten 309 Mitglieder den 44 Jahre alten Wirtschaftswissenschaftler Sebastian Ebel einstimmig zum Nachfolger von Gerhard Glogowski. Niedersachsens ehemaliger Ministerpräsident verzichtete nach siebeneinhalb Jahren als Präsident auf eine erneute Kandidatur. 2011 wurde das neue Präsidium einstimmig wiedergewählt.
Unter dem neuen Sportlichen Leiter Marc Arnold, der mehr oder minder ebenfalls als Berufsanfänger einstieg, kam es zu einer Neuausrichtung der Vereinspolitik. Eintracht Braunschweig setzte nun auf personelle Kontinuität und einen Konsolidierungs- und Sparkurs. Im Zuge dessen ging der Verein vermehrt dazu über, talentierte junge Spieler aus unteren Ligen zu verpflichten, so beispielsweise die 22-jährigen Mirko Boland und Norman Theuerkauf. Nach einer Spielzeit mit mittelmäßiger Platzierung griff man erneut an und verpasste nur knapp den Aufstieg. Bereits sechs Spieltage vor Ende der Spielzeit 2010/11 stand die Eintracht nach einem 1:0-Auswärtssieg bei der SpVgg Unterhaching am 32. Spieltag als Aufsteiger in die zweite Liga fest. Das entscheidende Tor erzielte Karim Bellarabi, der nach der Saison zum Bundesligisten Bayer 04 Leverkusen wechselte. Am 36. Spieltag machte sie dann durch einen 2:1-Heimsieg gegen den VfB Stuttgart II den Meistertitel perfekt. Sie stellte in der Saison einige Rekorde der 3. Liga auf. Zudem gelang zum zweiten Mal in der Vereinsgeschichte der Gewinn des NFV-Pokals, bei dem Kickers Emden im Finale mit 2:1 besiegt werden konnte. Auch fortan verstärkte Braunschweig sich vor allem mit talentierten Nachwuchsspielern aus unterklassigen Mannschaften wie Marcel Correia, der ablösefrei von der zweiten Mannschaft des 1. FC Kaiserslautern verpflichtet wurde und sich schnell zu einer tragenden Säule der Mannschaft entwickelte. Als Achter schaffte die Mannschaft im ersten Jahr nach der Rückkehr souverän den Klassenerhalt in der Zweiten Liga.
| Rückkehr in die Bundesliga                                                                                             |       |        |        |
| Saison | Platz | Tore   | Punkte |
| 2012/13 | 02    | 052:34 | 67     |
| 2013/14 | 18    | 029:60 | 25     |
| 2014/15 | 06    | 044:41 | 50     |
| 2015/16 | 08    | 044:38 | 46     |
| 2016/17 | 03    | 050:36 | 66     |
| 2017/18 | 17    | 037:43 | 39     |
| 2018/19 | 16    | 048:54 | 45     |
| 2019/20 | 03    | 064:53 | 64     |
| 2020/21 | 17    | 030:59 | 31     |
| 2021/22 | 02    | 061:36 | 64     |
| 2022/23 | 15    | 042:59 | 36     |
| 2023/24 | 15    | 037:53 | 38     |
| 2024/25 | 16    | 038:64 | 35     |
| Hellgrau: Spielzeiten in der Bundesliga; Dunkelgrau: Spielzeiten in der 2. Bundesliga Gelb: Spielzeiten in der 3. Liga |       |        |        |

| Spielername       | Nationalität            |
| ----------------- | ----------------------- |
| Karim Bellarabi   | Deutschland             |
| Ermin Bičakčić    | Bosnien und Herzegowina |
| Daniel Davari     | Iran                    |
| Deniz Dogan       | Turkei                  |
| Benjamin Kessel   | Deutschland             |
| Dennis Kruppke    | Deutschland             |
| Marjan Petković   | Deutschland             |
| Marc Pfitzner     | Deutschland             |
| Norman Theuerkauf | Deutschland             |
| Damir Vrančić     | Bosnien und Herzegowina |

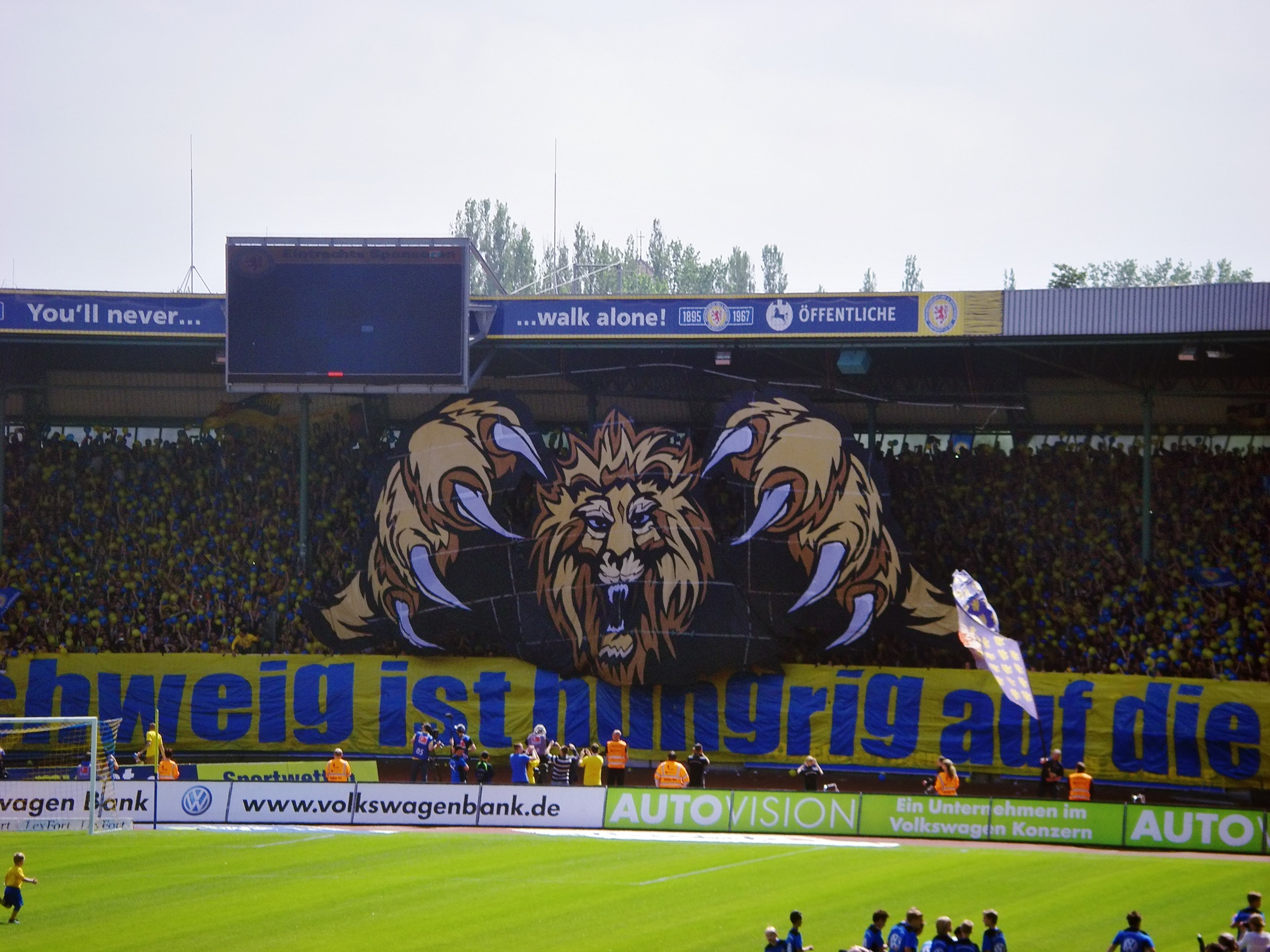
Choreografie zum Aufstieg der Eintracht im letzten Heimspiel der Saison 2012/13 gegen den FSV Frankfurt (2:2)

Die Saison 2012/13 begann die Mannschaft überaus erfolgreich. Mit einem 1:0-Sieg gegen den 1. FC Köln legte die Eintracht den Grundstein für eine erfolgreiche Hinrunde, in der Braunschweig an den ersten 14 Spieltagen ungeschlagen blieb. Zudem wurde am zweiten Spieltag die Tabellenführung übernommen und die gesamte Hinrunde hindurch nicht mehr abgegeben. Am 16. Spieltag sicherte sich die Eintracht die vorzeitige Herbstmeisterschaft der zweiten Liga vor Verfolger Hertha BSC. Erst am 23. Spieltag konnte die Eintracht, die zuvor 21 Spieltage lang ununterbrochen an der Tabellenspitze gestanden hatte, nach einer Heimniederlage gegen 1860 München von der Berliner Hertha entthront werden. Zu den Stützen des Teams gehörten neben Kapitän Dennis Kruppke der spätere Torschützenkönig Domi Kumbela, der spätere bosnische Nationalspieler Ermin Bičakčić und der im Winter verpflichtete Omar Elabdellaoui sowie Routinier Deniz Dogan. Am 26. April 2013 machte die Eintracht am 31. Spieltag durch einen 1:0-Auswärtssieg beim FC Ingolstadt 04 den Aufstieg vorzeitig perfekt. Damir Vrančić sicherte mit einem Freistoßtor in der Nachspielzeit die Rückkehr in die Bundesliga nach 28 Jahren der Zweit- und Drittklassigkeit.
Zu Beginn der Bundesligasaison setzte Lieberknecht im Wesentlichen auf die Aufstiegshelden und verstärkte sich beispielsweise mit dem späteren Nationalspieler und ehemaligen Braunschweiger Karim Bellarabi nur punktuell. Am 8. Spieltag der Saison 2013/14 gelang den Braunschweigern mit einem 2:0 im Nachbarschaftsduell gegen den VfL Wolfsburg der erste Sieg im Oberhaus seit dem Wiederaufstieg. Im Laufe der Saison belegte die Eintracht die meiste Zeit über den letzten Tabellenplatz, aber mit einem 3:0-Derbysieg am 29. Spieltag gegen Hannover 96 vor eigener Kulisse nährte sie noch einmal Hoffnungen auf den Klassenerhalt. Bis zum letzten Spieltag bewahrte sie sich die Chance, zumindest den Relegationsplatz zu erreichen. Dieser wurde durch eine 1:3-Auswärtsniederlage bei der TSG 1899 Hoffenheim schlussendlich verpasst. Zwar wurden die sportlichen Ziele durch den Abstieg verpasst, aber der Verein konnte seine restlichen Schulden vollständig abbauen, indem der Umsatz verfünffacht und auf teure Neuzugänge verzichtet wurde.
In der folgenden Saison schien der direkte Wiederaufstieg bis kurz vor Saisonende möglich. Die Hoffnungen mussten jedoch spätestens nach den Niederlagen am 32. Spieltag in Nürnberg (1:3) und eine Woche später gegen den direkten Konkurrenten Karlsruhe (0:2) begraben werden. Im DFB-Pokal kämpfte sich Braunschweig bis ins Achtelfinale vor, musste sich dort jedoch dem FC Bayern mit 0:2 geschlagen geben. Die Saison wurde auf Platz 6 abgeschlossen und einige der ehemaligen Aufstiegshelden wie Torwart Marjan Petković oder Dennis Kruppke beendeten ihre Profikarriere. Man setzte weiter konsequent auf Jugendspieler, die man über die U23 und die A-Jugend an die erste Mannschaft heranführte. Gerrit Holtmann wechselte zur neuen Saison zum FSV Mainz 05 in die Bundesliga. Im DFB-Pokal drang das Team erneut ins Achtelfinale vor, wo es sich dem Bundesligisten VfB Stuttgart erst in der Verlängerung mit 2:3 geschlagen geben musste. Mit nur 44 erzielten Toren musste sich Braunschweig am Saisonende jedoch mit Platz 8 begnügen. In der Saison 2016/17 spielten mit dem VfB Stuttgart und dem Erzrivalen Hannover 96 zwei langjährige Bundesligisten in der Zweiten Bundesliga. Schnell entwickelte sich ein Vierkampf an der Tabellenspitze mit Stuttgart, Hannover, Union Berlin und der Eintracht, die eine hervorragende Hinrunde spielte; sie stand stets auf einem direkten Aufstiegsplatz, war an 14 Spieltagen Tabellenführer und wurde Herbstmeister. Am Saisonende erreichte Braunschweig allerdings – unter anderem aufgrund einer 0:6-Niederlage als Tabellenzweiter am vorletzten Spieltag im Auswärtsspiel gegen Arminia Bielefeld – nur Platz 3 und scheiterte in der Relegation durch zwei 0:1-Niederlagen am Lokalrivalen VfL Wolfsburg. Damit ist Braunschweig bis heute der einzige Verein, welcher in der 2. Bundesliga mit 66 Punkten oder mehr den Aufstieg in die Bundesliga verpasst hat. Immer wieder schaffte es Eintracht junge Spieler zu entwickeln und erfolgreich weiter zu veräußern. Dementsprechend verließ Onel Hernandez die Braunschweiger nach der Saison und wechselte zu Norwich City in die englische Liga.

#### Seit 2017 – Gegenwart
In der darauffolgenden Saison 2017/18 fielen die Braunschweiger ins Mittelmaß. Mit der Abstiegszone hatte die Eintracht zunächst lange nichts zu tun, kam in vielen Spielen allerdings nicht über ein Unentschieden hinaus. Die Konkurrenz um den Klassenerhalt in der Zweiten Bundesliga verschärfte sich zusehends. Gegen Ende der Saison lagen der Tabellenvorletzte und der Achte ganze fünf Punkte auseinander. In dieser Situation rutschten die Braunschweiger erst am vorletzten Spieltag zunächst auf den Abstiegsrelegationsplatz 16, zum ersten Mal in der Saison. Am letzten Spieltag kassierten sie eine 2:6-Niederlage im Auswärtsspiel gegen Holstein Kiel, fielen zum ersten Mal in der Saison auf den vorletzten Platz und stiegen mit 39 Punkten in die 3. Fußball-Liga ab. Bis heute ist sonst nie ein Verein in der 2. Bundesliga mit so vielen Punkten abgestiegen.
Zwei Tage nach dem Abstieg trennte sich der Verein von Chef-Trainer Torsten Lieberknecht. Er hatte den Verein fast genau zehn Jahre zuvor ebenfalls am letzten Spieltag in die damals neue Dritte Liga geführt. Am 30. Mai 2018 gab der Verein bekannt, den Dänen Henrik Pedersen als Cheftrainer engagiert zu haben. Der Vertrag mit ihm galt bis 2020 und enthielt eine Option auf Verlängerung um ein Jahr. Als Zielsetzung wurde vor Saisonbeginn der direkte Wiederaufstieg in die zweite Liga ausgegeben.
Im Juni 2018 erhielt die Eintracht gemeinsam mit dem Mitabsteiger 1. FC Kaiserslautern die Zusage über eine solidarische Spende von 600.000 Euro. Jeder Klub der Zweitligasaison 2018/19 hatte unabhängig von der DFL 66.666 Euro in einen Topf eingezahlt, um den beiden ehemaligen Zweitligisten den Neuanfang in der 3. Liga zu erleichtern.
Gut die Hälfte des Kaders war in der Sommerpause ausgetauscht worden, ehemalige Leistungsträger wie Ken Reichel oder Jasmin Fejzić verließen den Verein, viele Verträge wurden nicht verlängert oder waren nicht für die 3. Liga gültig. Schon zu Beginn der Saison 2018/19 ging der freie Fall weiter, der Klub befand sich seit dem 3. Spieltag auf einem Abstiegsrang und stand nach sechs Spieltagen sieglos auf dem letzten Platz. Im Management setzte sich währenddessen der Umbruch fort – Sportchef Marc Arnold wurde nach zehn Jahren im Amt am 29. August 2018 freigestellt. Am 9. Oktober 2018 wurde Henrik Pedersen beurlaubt und durch André Schubert ersetzt. Die Hinrunde wurde als Tabellenschlusslicht beendet. In der Winterpause zog man in Bezug auf den Kader erneut Konsequenzen aus der Erfolglosigkeit. So kehrte neben sieben weiteren Neuzugängen auch Abwehrspieler Benjamin Kessel und Torhüter Fejzic zurück, nachdem die beiden etatmäßigen Keeper Engelhardt und Kruse nicht überzeugen konnten, mehrere Spieler wurden darüber hinaus freigestellt und verließen anschließend die Eintracht. In der Folge stabilisierten sich die Leistungen, dennoch konnte der Klassenerhalt erst am letzten Spieltag durch ein 1:1 gegen den direkten Konkurrenten Energie Cottbus sichergestellt werden – hierbei entschied die um ein Tor bessere Tordifferenz zugunsten der Eintracht.
Einen Tag vor dem Trainingsstart für die Saison 2019/20 wurde der Wechsel von Trainer André Schubert zu Holstein Kiel bekannt. Als Nachfolger übernahm der bisherige Co-Trainer Christian Flüthmann den Posten. Außerdem kehrte Braunschweigs Aufstiegstrainer von 2002 Peter Vollmann als Sportdirektor zurück an die Hamburger Straße. Zentrale Spieler der Mannschaft waren unter anderem Martin Kobylanski, Merveille Biankadi und Marvin Pourie. Bereits zwischen dem 15. und dem 16. Spieltag wurde Flüthmann freigestellt, die Mannschaft stand zu diesem Zeitpunkt auf dem fünften Tabellenplatz und hatte lediglich drei Punkte Rückstand auf einen direkten Aufstiegsplatz. Auf ihn folgte Marco Antwerpen, der bereits Drittligaerfahrungen gemacht hatte. Am 1. Juli 2020 siegte der Verein im eigenen Stadion gegen den SV Waldhof Mannheim mit 3:2 (2:1) und sicherte sich damit am vorletzten Spieltag der Saison 2019/2020 den Aufstieg in die 2. Fußball-Bundesliga, weil der Vorsprung auf den auf dem Relegationsplatz liegenden FC Ingolstadt auf vier Punkte wuchs (der Tabellenerste, FC Bayern München II durfte nicht aufsteigen). Trotz des Aufstiegs wurde der auslaufende Vertrag mit dem Trainer Marco Antwerpen nicht verlängert. Zudem beendet mit Marc Pfitzner ein langjähriger Spieler seine Karriere nach dem Aufstieg. 
Als Nachfolger auf der Trainerposition wurde der ehemalige Aue-Trainer Daniel Meyer vorgestellt. Die Mannschaft wurde nach dem Aufstieg mit Spielern wie Jannis Nikolaou verstärkt, welcher als Kapitän der Mannschaft agierte. Meyer verfolgte das Ziel, Ballbesitzfußball spielen zu lassen und kehrte sich damit vom bisherigen Konzept des Umschaltspieles ab.
Im DFB-Pokal 2020/21 besiegte Eintracht Braunschweig in der ersten Runde den Bundesligisten Hertha BSC im Eintracht-Stadion überraschend mit 5:4, scheiterte jedoch in der zweiten Runde, ebenfalls im Eintracht-Stadion an Borussia Dortmund (0:2).
Nach dem Abstieg aus der 2. Fußball-Bundesliga 2020/21 trennte sich der Verein am 27. Mai 2021 von Trainer Daniel Meyer. Daraufhin wurde Michael Schiele als neuer Trainer vorgestellt, welcher eine Mannschaft um Spieler wie Lion Lauberbach und Jomaine Consbruch aufbaute.
Am vorletzten Spieltag der Saison 2021/22 sicherte sich die Eintracht den Wiederaufstieg in die 2. Fußball-Bundesliga. Nach dem Aufstieg verstärkte man die Mannschaft mit Spielern wie Immanuel Pherai und Filip Benkovic. Letzterer avancierte zum zweikampfstärksten Abwehrspieler der zweiten Liga. Der Klassenerhalt könnte jedoch erst am letzten Spieltag gesichert werden. Nach der Saison wurde die fußballerische Entwicklung analysiert und in dieser Konsequenz Michael Schiele freigestellt. Als Nachfolger wurde Jens Härtel vorgestellt, welcher zuvor bei Hansa Rostock in der zweiten Liga tätig war. Im Rahmen der Transferphase verfolgte man weiterhin das Ziel, junge aufstrebende Talente zu entwickeln und verstärkte sich im Sturm mit dem Franzosen Rayan Philippe aus der luxemburgischen ersten Liga. Nach zehn Spieltagen belegte man mit fünf Punkten den letzten Tabellenplatz der zweiten Liga, so dass die Zusammenarbeit beendet wurde. Interimsweise übernahm zunächst Marc Pfitzner das Traineramt für zwei Spiele. Anschließend übernahm Daniel Scherning die Trainerposition. Bereits in seinem ersten Spiel traf Scherning auf seinen ehemaligen Verein VfL Osnabrück und konnte das Spiel durch einen Treffer von Ermin Bičakčić in der 98. Minute (8. Minute der Nachspielzeit) für sich entscheiden. Scherning setzte insbesondere im Sturm vermehrt auf Philippe, welcher dieses Vertrauen mit Toren zurückzahlte.
Im November 2023 trennte man sich vom bisherigen Sportdirektor Peter Vollmann. In der Saison 2023/24 konnte die Eintracht am vorletzten Spieltag den Klassenerhalt sichern, nachdem die Mannschaft nach 12 Spieltagen abgeschlagen auf dem letzten Platz rangierte. Im Sommer verstärkte man sich mit Spielern wie Sven Köhler. Jedoch startete Eintracht wieder schlecht in die Saison 2024/2025. In der Winterpause wurde die Mannschaft unter anderem mit Torwart Ron Thorben Hoffmann sowie Lino Tempelmann von Schalke 04 verstärkt. Kurz vor Ende der Saison kämpften Preußen Münster, Ulm und Jahn Regensburg gegen den Abstieg in die 3. Liga. Eine 1:4-Niederlage gegen den 1. FC Nürnberg führte dazu, dass Braunschweig nach 34 Spieltagen den Relegationsplatz einnahm. Die Relegation musste gegen Saarbrücken gespielt werden, wo man auf ehemalige Spieler wie Maurice Multhaup und Krüger traf. Den 2:0-Vorsprung aus dem Hinspiel verspielte die Eintracht im Rückspiel im eigenen Stadion zunächst innerhalb der regulären Spielzeit. In der anschließenden Verlängerung erzielte die Eintracht jedoch ihrerseits zwei Tore, womit mit einem Gesamtergebnis von 4:2 der Klassenerhalt bewerkstelligt wurde. Als Trainer für die neue Saison wurde Heiner Backhaus vorgestellt, der zuvor bei Alemannia Aachen angestellt war. 

#### Trikotwerbung ab 1973 und Jägermeister-Kontroverse
| Saison | Werbepartner       |
| --- | ------------------ |
| 1973/74–1986/87 | Jägermeister       |
| 1987/88–1990/91 | Eintracht Pool 100 |
| 1991/92–1992/93 | Frank & Walter     |
| 1993/94 | Munte+             |
| 1994/95 | Burgpassage        |
| 1995/96–1997/98 | V-Markt            |
| 1998/99–2001/02 | Volkswagen Bank    |
| 2001/02–2002/03 | Staake Investment  |
| 2002/03 | TXU Energie        |
| 2003/04–2006/07 | BS Energy          |
| 2007/08–2008/09 | GetränkeDrive 24   |
| 2009/10–2012/13 | Volkswagen Bank    |
| 2013/14– 2021/22 | SEAT               |
| In der Spielzeit 2001/02 löste Staake Investment die Volkswagen Bank als Sponsor ab und wurde ebenfalls in der Spielzeit 2002/03 von TXU Energie abgelöst. |                    |

Entgegen einer weit verbreiteten Meinung war nicht Eintracht Braunschweig die erste Mannschaft, die mit Trikotwerbung auflief, sondern Wormatia Worms in der Saison 1967/68. Der DFB verbot die Werbung allerdings. Eintracht Braunschweig griff die Idee der Trikotwerbung am 24. März 1973 wieder auf, als die Mannschaft von Jägermeister gesponsert mit Trikotwerbung in der Bundesliga spielte. Allerdings bediente man sich dabei eines Tricks, um das Verbot zu umgehen: Eintracht machte kurzerhand das Jägermeister-Firmenlogo zum Vereinswappen und konnte so „legal“ werben.
Dies war zugleich der erste große Auftritt von Günter Mast. Der Wolfenbütteler Kräuterlikörfabrikant begleitete die Eintracht in den Jahren von 1972 bis 1987 als Sponsor und zwischen 1983 und 1986 auch als Präsident. Allein bis zu seinem Amtsantritt als Präsident hatte Mast den Verein mit 20 Millionen D-Mark unterstützt. Sein publikumswirksamer Dauerstreit mit dem DFB – er wollte ursprünglich den Verein in „FTSV Jägermeister Braunschweig“ umbenennen – verschaffte seinen Produkten in ganz Westdeutschland werbewirksam Schlagzeilen. Im Dezember 1983 stimmten auf einer außerordentlichen Vereinsversammlung 96,3 Prozent der anwesenden Mitglieder von Eintracht Braunschweig für die Umbenennung des Vereins in „Sportverein Jägermeister Braunschweig“. Das Vereinswappen sollte geändert und durch den Hirschkopf als Erkennungszeichen des Unternehmens Jägermeister ergänzt werden, als neue Vereinsfarbe sollte Orange gewählt werden. Mast sagte zu, dem Verein jährlich eine Million D-Mark zur Verfügung zu stellen. Allerdings wurden die durch die Mitgliederversammlung beschlossenen Änderungen nicht rechtswirksam, da der DFB mittels einer einstweiligen Anordnung die Namensänderung im Vereinsregister verhinderte. Nachdem auf einem DFB-Bundestag beschlossen worden war, dass Vereinsnamen nicht zu Werbezwecken geändert werden dürfen, zog Mast vor Gericht. Im März 1984 erklärte das Landgericht Frankfurt die vom DFB vorgenommene Satzungsänderung für zulässig, womit die Umbenennung in „Sportverein Jägermeister Braunschweig“ nicht gestattet wurde. Im November 1986 entschied der Bundesgerichtshof in Karlsruhe im Rechtsstreit um die angestrebte Namensänderung in letzter Instanz für Eintracht Braunschweig und begründete das mit einem Verfahrensfehler des DFB. Somit hatte die Eintracht das Recht, Jägermeister in ihren Vereinsnamen aufzunehmen, Mast hatte nach Einschätzung des Hamburger Abendblatts „sein Lebensziel“ erreicht.

#### Vereinsfarben und Vereinswappen
Die Vereinsfarben Blau und Gelb entsprechen den Landesfarben des ehemaligen Herzogtums Braunschweig.
Das Vereinswappen der Eintracht durchlief im Laufe seiner Geschichte mehrere Veränderungen. Zumeist bestand es jedoch aus einem an das Braunschweiger Stadtwappen angelehnten roten Löwen auf silbernem Dreiecksschild innerhalb eines runden, blaugelben Wappens. Nachdem das Vereinswappen ab 1972 durch eine leicht modifizierte Variante des Firmenlogos von Jägermeister ersetzt worden war, erhielt der Verein nach dem Ende des Engagements seines Sponsors 1986 ein völlig neu gestaltes, rautenförmiges Logo. Es zeigte einen roten Löwen auf weißem Grund, der von einer blau-gelben Raute umrandet wurde. Unter den Anhängern des Vereins gab es jedoch zunehmend Bestrebungen, zum runden Traditionswappen zurückzukehren.
Nachdem in einer Mitgliederbefragung Ende 2011 55 Prozent der befragten Mitglieder für die Wiedereinführung des traditionellen Vereinswappens votiert hatten, präsentierte der BTSV schließlich im März 2012 ein neues, an das alte Traditionswappen angelehnte Vereinswappen, das die Raute mit Beginn der Spielzeit 2012/13 endgültig ersetzte. In der Saison 2016/17 lief die erste Mannschaft der Eintracht anlässlich des 50-jährigen Jubiläums der Meisterschaft von 1967 mit einem speziellen Jubiläumslogo auf.
Eine Anfang 2013 veröffentlichte Studie des Deutschen Instituts für Sportmarketing fand heraus, dass Eintracht Braunschweig als einer von wenigen Vereinen im deutschen Fußball als Marke wahrgenommen wird.

Historische Version des Vereinswappens von Eintracht Braunschweig (1906–1920)
Historische Version des Vereinswappens von Eintracht Braunschweig (1920–1938)
Historische Version des Vereinswappens von Eintracht Braunschweig (um 1970)
„Jägermeister-Logo“ (1972–1986)
Rauten-Logo (1986–2012)
Vereinswappen seit 2012

### Statistik

#### Liste der Erfolge
National
Meisterschaften
- Deutscher Meister: 1967

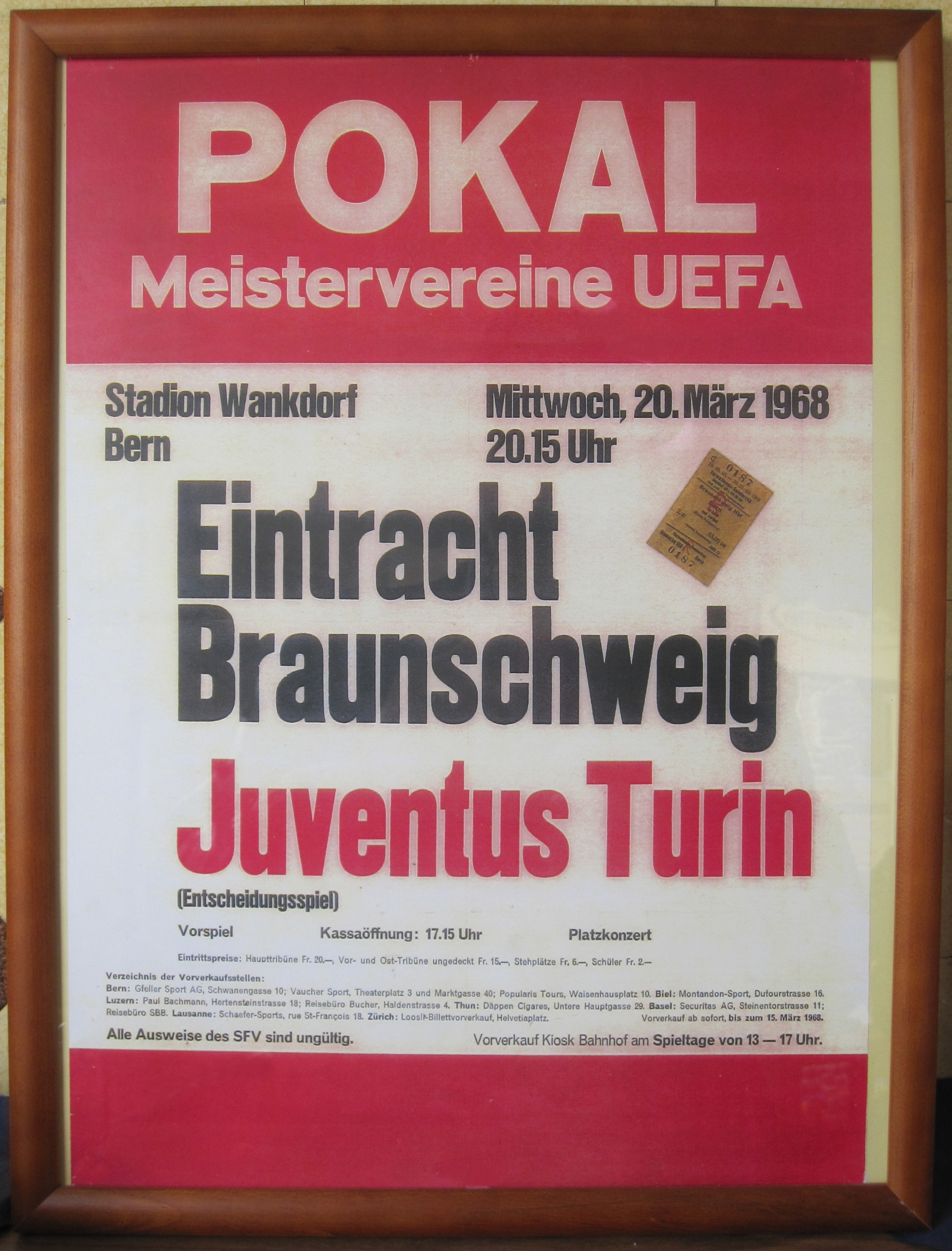
Ankündigung des Viertelfinal-Entscheidungsspiels im Europapokal der Landesmeister 1967/68

- Norddeutscher Meister: 1908 und 1913
- Vizemeister der Fußball-Oberliga Nord: 1958 (erstklassig)
- Meister der Fußball-Regionalliga Nord: 1974 (zweitklassig)
- Vizemeister der 2. Fußball-Bundesliga: 1981 (Nord) und 2013
- Meister der 3. Liga: 2011
- Meister der Fußball-Regionalliga Nord: 2005 (drittklassig)
- Meister der Fußball-Oberliga Nord: 1988 (drittklassig)
- Gaumeister (Südhannover-Braunschweig): 1943 und 1944
- Niedersachsenmeister: 1970, 2000, 2002, 2010 und 2013 (jeweils Amateure bzw. Eintracht II)[53]

Pokalwettbewerbe
- Halbfinale im DFB-Pokal: 1981 (2:3 gegen den 1. FC Kaiserslautern) und 1990 (0:2 gegen Werder Bremen)
- Viertelfinale im DFB-Ligapokal: 1973 (2:1 und 0:2 gegen den Hamburger SV)
- Norddeutscher Pokalsieger: 1952, 1954, 1962, 1973 (Qualifikation für den DFB-Pokal)
- Pokalsieger des NFV: 2004 und 2011

International
- Viertelfinale im Europapokal der Landesmeister 1968 gegen Juventus Turin (Hinspiel 3:2, Rückspiel 0:1, Entscheidungsspiel 0:1 im Wankdorfstadion in Bern, Schweiz)
- Achtelfinale im UEFA-Cup 1972 gegen Ferencváros Budapest (Hinspiel 1:1, Rückspiel 2:5)
- Achtelfinale im UEFA-Cup 1978 gegen PSV Eindhoven (Hinspiel 0:2, Rückspiel 1:2)
- 2. Runde im UEFA-Cup 1977 gegen Espanyol Barcelona (Hinspiel 2:1, Rückspiel 0:2)
- Intertoto-Cup-Sieger 1968, 1970, 1971, 1972, 1975, 1978 und 1979

Jugendfußball
- DFB-Junioren-Vereinspokalsieger: 2017 (3:0 gegen den FC Carl Zeiss Jena)
- DFB-Jugend-Kicker-Pokalfinalist: 1992 (5:6 i. E. gegen den FC Augsburg)

#### Statistiken

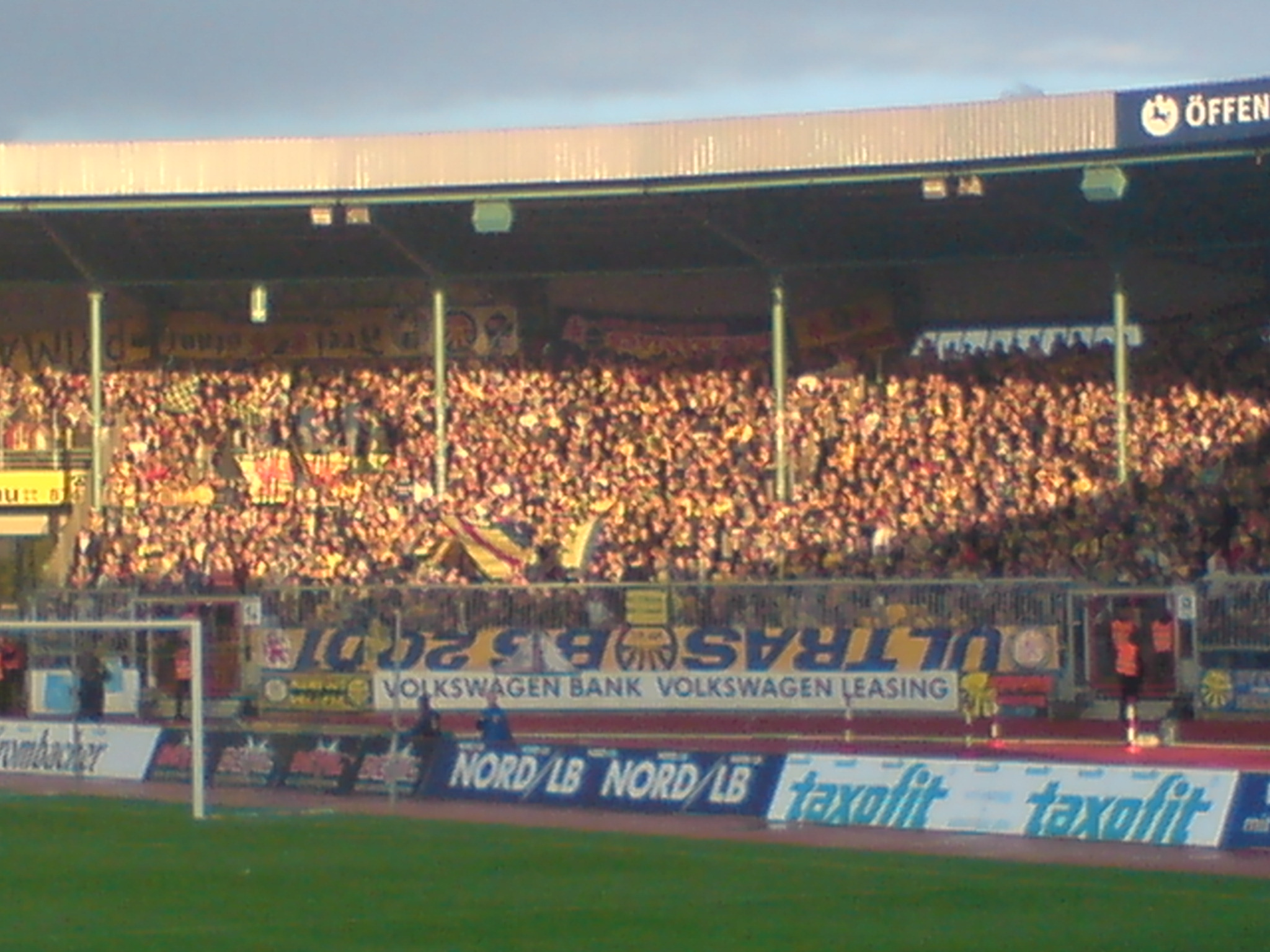
Südkurve BS, Saison 2007/08, Blöcke 8 und 9

- Insgesamt 21 Jahre Bundesliga (Stand: einschließlich der Saison 2023/24)
- Ewige Tabelle der Bundesliga: Platz 21 (903 Punkte) (Stand: Ende der Saison 2023/24, berechnet nach der 3-Punkte-Regel)
- Ewige Tabelle der 2. Bundesliga: Platz 19 (956 Punkte) (Stand: Ende der Saison 2023/24, berechnet nach der 3-Punkte-Regel)
- Ewige Tabelle der 3. Liga: Platz 15 (365 Punkte) (Stand: Ende der Saison 2023/24, berechnet nach der 3-Punkte-Regel)
- 34-mal Tabellenführer der Bundesliga[54]
- Fairnessrekord der Bundesliga (Saison 63/64 bis 75/76); in 322 Bundesligaspielen kam die Braunschweiger Eintracht ohne Platzverweis aus
- drei Aufstiege in die Bundesliga: 1974, 1981 und 2013; außerdem war Eintracht Braunschweig Gründungsmitglied der Bundesliga 1963
- sechs Aufstiege in die 2. Bundesliga: 1988, 2002, 2005, 2011, 2020 und 2022
- fünf Trainer innerhalb einer Saison (2006/07), der Verein teilt sich den Rekord mit Hertha BSC (seit 2011/2012)

#### Spielerstatistik
| Horst Wolter    | 13 |
| Bernd Dörfel    | 11 |
| Lothar Ulsaß    | 10 |
| Bernd Franke    | 07 |
| Klaus Gerwien   | 06 |
| Richard Queck   | 03 |
| Erich Maas      | 03 |
| Max Lorenz      | 02 |
| Otto Bülte      | 01 |
| Bernd Gersdorff | 01 |
| Walter Poppe    | 01 |
| Albert Sukop    | 01 |
| Joachim Bäse    | 01 |

| Franz Merkhoffer     | 563 |
| Bernd Franke         | 482 |
| Wolfgang Grzyb       | 397 |
| Joachim Bäse         | 347 |
| Reiner Hollmann      | 342 |
| Peter Kaack          | 331 |
| Klaus Gerwien        | 321 |
| Walter Schmidt       | 317 |
| Friedhelm Haebermann | 313 |
| Dietmar Erler        | 299 |
| Jürgen Moll          | 296 |
| Werner Thamm         | 295 |
| Mirko Boland         | 287 |
| Ken Reichel          | 282 |
| Johannes Jäcker      | 270 |
| Bernd Buchheister    | 269 |
| Ronnie Worm          | 262 |
| Bernd Gersdorff      | 258 |

| Werner Thamm       | 116 |
| Jürgen Moll        | 105 |
| Ronnie Worm        | 105 |
| Bernd Gersdorff    | 101 |
| Lothar Ulsaß       | 090 |
| Bernd Buchheister  | 078 |
| Domi Kumbela       | 078 |
| Heinz Wozniakowski | 072 |
| Winfried Herz      | 068 |
| Ludwig Bründl      | 067 |
| Wolfgang Frank     | 067 |
| Dietmar Erler      | 061 |
| Dennis Kruppke     | 061 |
| Holger Aden        | 056 |
| Miloš Kolaković    | 050 |

| Wolfgang Grzyb       | 16 |
| Friedhelm Haebermann | 15 |
| Bernd Franke         | 15 |
| Franz Merkhoffer     | 15 |
| Joachim Bäse         | 11 |
| Dietmar Erler        | 11 |
| Wolfgang Dremmler    | 10 |
| Klaus Gerwien        | 10 |
| Peter Kaack          | 10 |
| Danilo Popivoda      | 10 |

| Ludwig Bründl       | 10 |
| Wolfgang Frank      | 05 |
| Dietmar Erler       | 03 |
| Reiner Hollmann     | 03 |
| Norbert Stolzenburg | 03 |

1 Aufgelistet sind alle Spieler, die während ihrer Zeit bei Eintracht Braunschweig in die deutsche Fußballnationalmannschaft berufen wurden. Darüber hinaus wurden folgende ausländische Spieler in der Auswahl ihres Heimatlandes eingesetzt, während sie in Braunschweig unter Vertrag standen: Hans Borg (Schweden/39 Einsätze), Håvard Nielsen (Norwegen/11), Mohamed Ali Mahjoubi (Tunesien/9), Ermin Bičakčić (Bosnien und Herzegowina/8), Danilo Popivoda (Jugoslawien/8), André Schembri (Malta/8), Omar Elabdellaoui (Norwegen/7), Magnús Bergs (Island/6), Christoffer Nyman (Schweden/6), Nik Omladič (Slowenien/6), Michél Mazingu-Dinzey (DR Kongo/5), Daniel Davari (Iran/4), Gustav Valsvik (Norwegen/4), Damir Vrančić (Bosnien und Herzegowina/4), Randy Edwini-Bonsu (Kanada/3), Simeon Jackson (Kanada/3), Bent Jensen (Dänemark/2), Jameleddine Limam (Tunesien/2), Eric Veiga (Luxemburg/2), Taşkın İlter (Aserbaidschan/1), Bekim Kastrati (Albanien/1), Allan Michaelsen (Dänemark/1), Phil Ofosu-Ayeh (Ghana/1).

2 Aufgelistet sind Spieler mit mindestens 250 Pflichtspieleinsätzen für Eintracht Braunschweig (Liga, Europa- und DFB-Pokal). (Stand: Ende der Saison 2016/17)

3 Aufgelistet sind Spieler mit mindestens 50 Pflichtspieltreffern für Eintracht Braunschweig (Liga, Europa- und DFB-Pokal). (Stand: Ende der Saison 2016/17)

#### Trainer seit 1937
| Amtszeit              | Name               |
| --------------------- | ------------------ |
| ..00001937–..00001948 | Georg Knöpfle      |
| ..00001948–..00001949 | Woldemar Gerschler |
| ..00001949–..00001952 | Hans-Georg Vogel   |
| ..00001952–..00001956 | Edmund Conen       |
| ..00001956–..00001960 | Kurt Baluses       |
| ..00001960–..00001961 | Hermann Lindemann  |
| ..00001961–..00001963 | Hans-Georg Vogel   |
| 01.07.1963–30.06.1970 | Helmuth Johannsen  |
| 01.07.1970–30.06.1974 | Otto Knefler       |
| 01.08.1974–30.06.1978 | Branko Zebec       |
| 01.07.1978–21.03.1979 | Werner Olk         |
| 22.03.1979–29.03.1979 | Heinz Patzig       |
| 30.03.1979–08.10.1979 | Heinz Lucas        |
| 14.10.1979–23.04.1983 | Uli Maslo          |
| 24.04.1983–30.06.1983 | Heinz Patzig       |
| 01.07.1983–15.04.1985 | Aleksandar Ristić  |
| 16.04.1985–30.06.1985 | Heinz Patzig       |
| 01.07.1985–14.03.1986 | Willibert Kremer   |

| Amtszeit              | Name                |
| --------------------- | ------------------- |
| 15.03.1986–30.06.1986 | Heinz Patzig        |
| 01.07.1986–30.06.1987 | Gerd Roggensack     |
| 01.07.1987–30.06.1990 | Uwe Reinders        |
| 01.07.1990–29.03.1991 | Joachim Streich     |
| 30.03.1991–10.10.1992 | Werner Fuchs        |
| 14.10.1992–30.06.1993 | Uli Maslo           |
| 01.07.1993–30.06.1994 | Wolf-Rüdiger Krause |
| 01.07.1994–24.09.1995 | Jan Olsson          |
| 25.09.1995–23.10.1995 | Heinz-Günter Scheil |
| 24.10.1995–30.06.1997 | Benno Möhlmann      |
| 01.07.1997–09.11.1998 | Michael Lorkowski   |
| 10.11.1998–23.11.1998 | Dirk Holdorf        |
| 24.11.1998–15.04.1999 | Wolfgang Sandhowe   |
| 16.04.1999–30.06.1999 | Uwe Hain            |
| 01.07.1999–15.05.2001 | Reinhold Fanz       |
| 16.05.2001–30.06.2001 | Uwe Hain            |
| 01.07.2001–20.10.2002 | Peter Vollmann      |
| 25.10.2002–02.03.2004 | Uwe Reinders        |

| Amtszeit              | Name                 |
| --------------------- | -------------------- |
| 03.03.2004–14.03.2004 | Wolfgang Loos        |
| 15.03.2004–04.10.2006 | Michael Krüger       |
| 05.10.2006–14.10.2006 | Willi Kronhardt      |
| 15.10.2006–14.11.2006 | Đurađ Vasić          |
| 15.11.2006–31.03.2007 | Willi Reimann        |
| 01.04.2007–30.06.2007 | Dietmar Demuth       |
| 01.07.2007–11.05.2008 | Benno Möhlmann       |
| 11.05.2008–14.05.2018 | Torsten Lieberknecht |
| 15.06.2018–10.10.2018 | Henrik Pedersen      |
| 11.10.2018–16.06.2019 | André Schubert       |
| 17.06.2019–17.11.2019 | Christian Flüthmann  |
| 18.11.2019–05.07.2020 | Marco Antwerpen      |
| 10.07.2020–27.05.2021 | Daniel Meyer         |
| 20.06.2021–09.06.2023 | Michael Schiele      |
| 10.06.2023–23.10.2023 | Jens Härtel          |
| 07.11.2023–19.05.2025 | Daniel Scherning     |
| 17.06.2025–           | Heiner Backhaus      |

In der Saison 2006/07 leistete sich die Eintracht mehrere Trainerwechsel: So folgte auf Michael Krüger im Oktober 2006 für zwei Wochen übergangsweise Willi Kronhardt. Anschließend führte Đurađ Vasić die Mannschaft nur einen Monat, bis Willi Reimann Mitte November als Trainer eingesetzt wurde. Auch Dietmar Demuth, ab April 2007 der mittlerweile fünfte Trainer im Amt, konnte den Abstieg der Eintracht nicht verhindern.
In der Spielzeit 2007/08 wurde erneut Benno Möhlmann Trainer der Eintracht, der schon 1995 bis 1997 diesen Posten besetzt hatte. Dieser gab am 12. Mai 2008 nach dem Auswärtsspiel des BTSV bei Rot-Weiß Oberhausen seinen Rücktritt bekannt. Bis zum Auslaufen seines Vertrags zum 30. Juni 2008 war er von seinen Funktionen freigestellt. An seiner Stelle übernahm Torsten Lieberknecht, der bis dahin die Braunschweiger A-Jugend betreut hatte, das Training der ersten Mannschaft.

## Personalien

### Aktueller Kader
Stand: 8. August 2025
| Nr.        | Nat.               | Spieler                  | Geboren am    | Im Verein seit |
| Tor        | Tor                | Tor                      | Tor           | Tor            |
| ---------- | ------------------ | ------------------------ | ------------- | -------------- |
| 01         | Deutschland        | Ron-Thorben Hoffmann     | 4. Apr. 1999  | 2025           |
| 13         | Albanien           | Elhan Kastrati           | 2. Feb. 1997  | 2025           |
| 33         | Schweiz            | Marko RajkovačićII       | 9. Dez. 1999  | 2025           |
| Abwehr     |                    |                          |               |                |
| 02         | Tunesien           | Mohamed Dräger           | 25. Juni 1996 | 2024           |
| 05         | Deutschland        | Frederik Jäkel           | 7. März 2001  | 2025           |
| 16         | Deutschland        | Louis Breunig            | 14. Nov. 2003 | 2025           |
| 18         | Deutschland        | Marvin Rittmüller        | 7. März 1999  | 2023           |
| 19         | Kamerun            | Leon Bell Bell           | 6. Sep. 1996  | 2024           |
| 21         | Deutschland        | Kevin Ehlers             | 23. Jan. 2001 | 2024           |
| 22         | Deutschland        | Fabio Di Michele Sánchez | 14. März 2003 | 2024           |
| 25         | Deutschland        | Sanoussy Ba              | 5. Jan. 2004  | 2024           |
| 29         | Deutschland        | Lukas Frenkert           | 19. Juli 2000 | 2025           |
| Mittelfeld |                    |                          |               |                |
| 07         | Deutschland        | Fabio Kaufmann           | 8. Sep. 1992  | 2022           |
| 08         | Turkei             | Mehmet Can Aydin         | 9. Feb. 2002  | 2025           |
| 10         | Niederlande        | Walid Ould-Chikh         | 6. Nov. 1999  | 2024           |
| 15         | Deutschland        | Max Marie                | 2. Okt. 2004  | 2024           |
| 20         | Deutschland        | Lino Tempelmann          | 2. Feb. 1999  | 2025           |
| 27         | Deutschland        | Sven Köhler              | 8. Nov. 1996  | 2024           |
| 30         | Deutschland        | Robin Heußer             | 23. Mai 1998  | 2025           |
| 37         | Deutschland        | Sidney Raebiger          | 17. Apr. 2005 | 2024           |
| 39         | Deutschland        | Robin Krauße             | 2. Apr. 1994  | 2021           |
| Angriff    |                    |                          |               |                |
| 09         | Turkei             | Erencan Yardımcı         | 4. Feb. 2002  | 2025           |
| 11         | Ungarn             | Levente Szabó            | 6. Juni 1999  | 2024           |
| 17         | Deutschland        | Sebastian Polter         | 1. Apr. 1991  | 2024           |
| 24         | Deutschland        | Sidi Sané                | 21. Apr. 2003 | 2023           |
| 32         | Deutschland        | Christian Conteh         | 27. Aug. 1999 | 2024           |
| 44         | Vereinigte Staaten | Johan Gómez              | 23. Juli 2001 | 2023           |

### Zu- und Abgänge der Saison 2025/26
| Zugänge | Abgänge |
| Sommerpause 2025 | Sommerpause 2025 |
| --- | --- |
| - Mehmet Can Aydin (FC Schalke 04) - Louis Breunig (SSV Jahn Regensburg) - Lukas Frenkert (Preußen Münster) - Robin Heußer (Karlsruher SC) - Frederik Jäkel (RB Leipzig; Leihe) - Erencan Yardımcı (TSG 1899 Hoffenheim; Leihe) | - Julian Baas (Sparta Rotterdam; Leihende) - Ermin Bičakčić (Vertragsende; Ziel unbekannt) - Tino Casali (Vertragsende; Ziel unbekannt) - Justin Duda (SG Barockstadt Fulda-Lehnerz; Leihe) - Karim Hüneburg (1. FC Phönix Lübeck) * - Robert Ivanov (Asteras Tripolis) - Paul Jaeckel (1. FC Union Berlin; Leihende) - Marko Johansson (Vertragsende; Ziel unbekannt) - Jannis Nikolaou (SV St. Tönis) - Rayan Philippe (Hamburger SV) - Richmond Tachie (1. FC Kaiserslautern; Leihende) - Niklas Tauer (1. FSV Mainz 05; Leihende) |
| nach Saisonbeginn | |
| - Elhan Kastrati (AS Cittadella) | |

### Trainerteam
- Stand: 6. August 2025

| Name            | Funktion        |
| --------------- | --------------- |
| Heiner Backhaus | Cheftrainer     |
| Marc Pfitzner   | Co-Trainer      |
| Marcel Goslar   | Co-Trainer      |
| Julius Schell   | Co-Trainer      |
| Jasmin Fejzić   | Torwart-Trainer |
| Benjamin Eisold | Athletiktrainer |

### Zweite Mannschaft (U23)
Die U23-Mannschaft, die in der Saison 2018/19 in der fünftklassigen Fußball-Oberliga Niedersachsen antrat, wurde von Deniz Dogan trainiert. Die Heimspiele wurden meist auf einem Nebenplatz des Eintracht-Stadions, dem B-Platz, ausgetragen. Der Platz verfügt als einzigen Ausbau über vier Stufen auf der Gegengeraden und hat eine geschätzte Kapazität von 1500 Plätzen. Bei Risikospielen wie gegen den 1. SC Göttingen 05 wurden die Spiele im Eintracht-Stadion ausgetragen.

Die angrenzende Rheingoldstraße gab dem Platz im Volksmund die (selbstironische) Bezeichnung „Rheingoldarena“. Zurückzuführen ist dies auf den dortigen Fanstamm von rund fünfzig treuen Fans der Eintracht, die auch das „Torkrokodil“ erfunden haben – nach jedem Tor der Mannschaft symbolisieren die Fans mit einer Klatschbewegung ein „zuschnappendes“ Krokodil.
Nach der Saison 2018/19, in der die U23 in der fünfklassigen Oberliga Niedersachsen spielte, wurde die Mannschaft zunächst vom Spielbetrieb abgemeldet, zur Folgesaison jedoch als aus dem Nachwuchsleistungszentrum ausgegliederte Amateurmannschaft in der Landesliga wieder angemeldet. In der Saison 2023/2024 gelang der Aufstieg in die Oberliga.

### Dritte Mannschaft
Die dritte Herrenmannschaft der Eintracht spielt in der Saison 2024/25 in der 1. Kreisklasse Nordstaffel in Braunschweig.

### Jugendfußball

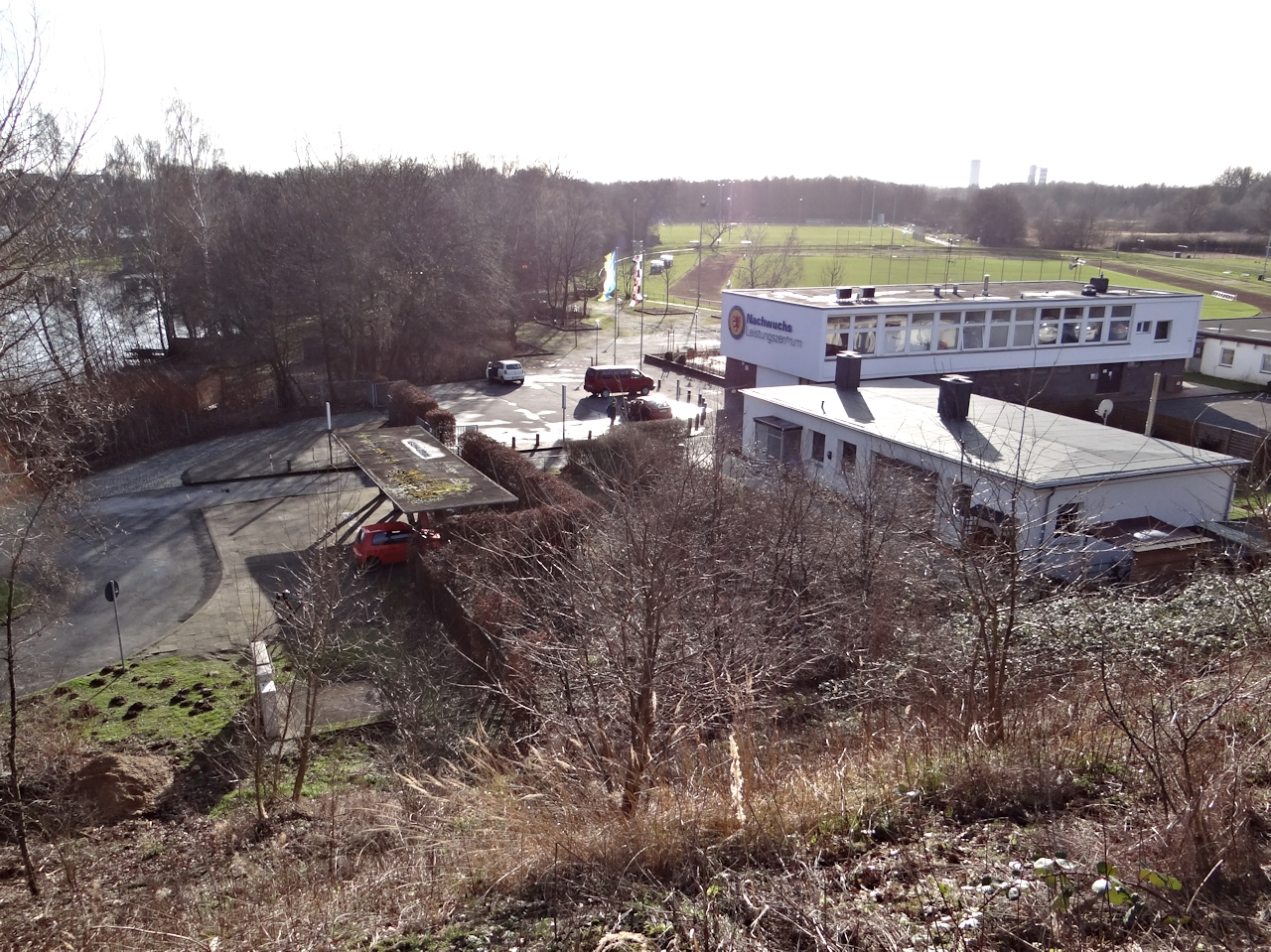
Nachwuchsleistungszentrum von Eintracht Braunschweig auf dem Sportgelände Kennel

Eintracht Braunschweig betreibt ein NLZ (Nachwuchsleistungszentrum), das zuletzt mit 3 von drei möglichen Sternen durch eine externe Kommission ausgezeichnet wurde. Das NLZ befindet sich auf dem Sportgelände Kennel in Braunschweig und verfügt über mehrere Rasen- und Kunstrasenplätze (z. T. beheizt).
Die A-Jugend von Eintracht Braunschweig spielte bis zum Ende der Saison 2017/18 in der höchsten Spielklasse, der A-Junioren-Bundesliga Nord/Nordost. Seit ihrem Abstieg spielt sie in der A-Junioren Regionalliga Nord.
Die B-Jugend spielt seit der Saison 2017/18 in der höchsten Spielklasse, der U-17-Bundesliga Nord/Nordost. Die Mannschaft wird seit der Saison von Marc Pfitzner trainiert.

### Frauenfußball
Die erste Frauenmannschaft der Eintracht spielte seit der Saison 2018/19 in der viertklassigen Oberliga Niedersachsen-Ost. Durch einen 6:1-Finalsieg über den Osnabrücker SC gewannen die Braunschweigerinnen 2019 den Niedersachsenpokal und qualifizierten sich für den DFB-Pokal. Dort unterlag die vom ehemaligen Eintracht-Profi Ronald Worm trainierte Mannschaft in der ersten Runde Arminia Bielefeld mit 1:3. In der Saison 2022/23 wurden die mittlerweile von Simon Wintgen trainierten Eintracht-Frauen Meister der Oberliga Niedersachsen-Ost und sicherten sich durch einen 4:1-Finalsieg gegen die SpVg Aurich die Niedersachsenmeisterschaft und den Aufstieg in die Regionalliga Nord. Ebenfalls 2023 erreichten die Braunschweigerinnen das Endspiel um den Niedersachsenpokal, welches jedoch gegen die Regionalligisten TSV Barmke mit 1:3 verloren wurde.

## Fanfreundschaften und Rivalitäten
Seit den 1990er Jahren besteht eine Fanfreundschaft mit den Anhängern des 1. FC Magdeburg. Bereits seit 1987 sind Braunschweig und Magdeburg Partnerstädte. Nach dem Elbehochwasser im Sommer 2013 organisierten die Fans ein Freundschaftsspiel beider Vereine zugunsten der Flutopfer. Es bestehen zudem freundschaftliche Verbindungen zur Fanszene des FC Basel sowie des SV Waldhof Mannheim.
Als Erzrivale des BTSV gilt seit Gründung der Fußballbundesliga 1963 Hannover 96.
Aufgrund der geografischen Nähe wird oftmals auch eine Rivalität zum VfL Wolfsburg von Journalisten erkannt. Auch wird bei Begegnungen beider Mannschaften meist von einem Derby gesprochen. Diese Sichtweise wird von Seiten der Braunschweiger Fans geleugnet, da diese die Spiele gegen Hannover 96 als einzig „wahres“ Niedersachsenderby ansehen.

## Eishockey
Die Eishockey-Abteilung wurde 1981 durch den Übertritt der Eishockeymannschaft des Braunschweiger Eiskunstlaufclubs gegründet. Spielort war die Eissporthalle Braunschweig. Nach einigen Jahren in den Ligen des Niedersächsischen Eissportverbandes (NEV) stieg die Eintracht 1992 in die Regionalliga Nord auf, die nach einer Ligareform 1994 die nur noch drittklassige 2. Liga wurde. 1997 rückte Braunschweig nach der Auflösung dieser Liga in die 1. Liga Nord auf – in der Saison 1997/98 die zweit- und ab 1998 die dritthöchste Spielklasse im deutschen Eishockey. Nach zwei Spielzeiten, in denen man Vorletzter und Letzter wurde, stieg man ab und zog sich sogar in die höchste Liga des NEV zurück. Im Jahr 2000 machte sich die Eishockeyabteilung der Eintracht selbständig; sie spielte ab der Saison 2000/01 als Eintracht Braunschweig Eissport e. V. wieder in der Regionalliga, bis der Verein 2003 schließlich aufgelöst wurde. Seine Nachfolge trat der EC Eislöwen Braunschweig an. Die Eishalle wurde 2008 wegen morschen Holzes in der Dachkonstruktion geschlossen und später abgerissen. Mittlerweile steht dort an der Hamburger Straße/Am Schützenplatz die Badelandschaft „Wasserwelt“.

## Weitere Sportarten

### Geschichte
Eintracht Braunschweig wurde auch in anderen Sportarten überregional bekannt. So war in den 1970er Jahren das Damen-Hockeyteam unter den führenden Mannschaften Deutschlands, es gewann mehrere Meistertitel. In der Leichtathletik ist die Eintracht derzeit einer der Vereine, die sich unter wesentlicher Beteiligung des MTV Braunschweig in der LG Braunschweig zusammengeschlossen haben. Die LG Braunschweig gehört aktuell zu Deutschlands besten Leichtathletikvereinen, sie erreichte mehrmals Platz 1 in der Leichtathletik-Bundesliga. Insbesondere bekannte Langstreckenläufer wie Embaye Hedrit und Luminita Zaituc (früher auch Carsten Eich) starten für die LG. In Braunschweig treten sie jedes Jahr im Juni beim Braunschweiger Nachtlauf an. In den Olympiajahren 2000 und 2004 fanden die deutschen Leichtathletik-Meisterschaften mit Olympiaqualifikation jeweils in Braunschweig im Eintracht-Stadion statt. Das Stadion gehört zu den wenigen verbliebenen traditionellen Fußballarenen mit Laufbahn und Leichtathletik-Anlagen.
Nachdem innerhalb der Leichtathletikabteilung des Vereins schon seit 1952 Basketball gespielt worden war, erfolgte 1956 die offizielle Gründung der Basketballabteilung der Eintracht. In den 1950er und 1960er Jahren spielte die 1. Herrenmannschaft der Eintracht auch einige Jahre in der (bis zur Einführung der Basketball-Bundesliga 1966 erstklassigen) Oberliga. 1970 ging man eine Spielgemeinschaft mit dem Akademischen Sport-Club Braunschweig (ab 1971: USC Braunschweig) ein, die jedoch bereits 1973 wieder aufgelöst wurde.
Im Jahre 1989 kam es unter dem Namen Braunschweiger Basketball Gemeinschaft Eintracht/USC zur Neugründung einer Spielgemeinschaft der beiden Vereine. Die BBG war zuletzt vor allem im Damenbasketball erfolgreich, hier stieg man 2013 über eine Wildcard in die 2. Bundesliga auf. Seit der Saison 2013/14 tritt die Mannschaft dort jedoch wieder als Eintracht Braunschweig an, da sich der USC aus finanziellen Gründen von der Zweitligamannschaft zurückgezogen hat. In der neuen Liga qualifizierten sich die Eintracht-Damen als Dritter der Nord-Gruppe auf Anhieb für die Play-offs. Dort erreichten sie das Finale, in dem sie jedoch den AVIDES Hurricanes aus Rotenburg unterlagen. Die Spielgemeinschaft der beiden Vereine wurde am 1. Juli 2014 aufgelöst.
Für seine Verdienste um den Sport in Niedersachsen (24 deutsche Meistertitel in der Mannschaft bis zur Aufnahme 1988) wurde der Verein in die Ehrengalerie des niedersächsischen Sports im Niedersächsischen Institut für Sportgeschichte aufgenommen.
Die Tischfußball-Herren gewannen in den Jahren 2018 und 2020 die Meisterschaft in der Landesliga Braunschweig. Die Damen traten bisher unter anderem in der 2. Bundesliga an.
Seit der Saison 2020/21 tritt der Verein mit seiner E-Sport-Abteilung in der Virtual Bundesliga an.

### Futsal
Seit der Saison 2017/18 unterhielt Eintracht Braunschweig zwei Futsal-Mannschaften. Die erste Herren-Mannschaft trat in der erstklassigen, heute zweitklassigen, Futsal-Regionalliga Nord an.

### Erfolge
- Basketball (Männer): Niedersachsenmeister 1966, 1970; (Frauen): Vizemeister der 2. Bundesliga Nord 2014

- Handball: (Männer, Halle): Niedersachsenmeister 1952, 1954; (Männer, Feldhandball): Niedersachsenmeister 1953, 1961; Norddeutscher Meister 1969; Aufstieg in die 1. Bundesliga 1970 (verblieben dort bis zur Liga-Auflösung 1973); (Frauen, Halle): Niedersachsenmeister 2000;[92] (Frauen, Feldhandball): Niedersachsenmeister 1952, 1953

- Hockey (Damen):
  - Deutscher Meister (Feldhockey) 1965, 1969, 1974, 1975, 1976 und 1978
  - Deutscher Meister (Hallenhockey) 1973, 1974 und 1975
  - Niedersachsenmeister (Feldhockey) 1950
  - Finale des EuroHockey Club Champions Cup (Damen, Feld) 1975, 1976 und 1977 jeweils gegen Amsterdamsche Hockey & Bandy Club

- Leichtathletik (Mannschaft, Männer):
  - Deutscher Leichtathletik-Vereinsmeister 1926, 1927, 1929[93]
  - Deutscher Mannschaftsmeister im 20-km-Gehen 1957, 1958[94]
  - Deutscher Mannschaftsmeister im 25-km-Gehen 1942, 1947, 1948, 1953[94]
  - Deutscher Mannschaftsmeister im 50-km-Gehen 1941, 1949, 1951, 1953, 1954, 1956, 1958, 1961[95]

- Schwimmen (Staffel, Männer): Deutscher Staffelmeister: 4 × 100 m Kraulen 1951, 4 × 200 m Kraulen 1951, 4 × 100 m Rücken 1951, 4 × 100 m Kraulen 1952, 4 × 200 m Kraulen 1952

- Tennis (Männer): Niedersachsenmeister 1990

- Wasserball (Männer): viermal in die 1. Bundesliga aufgestiegen (1973, 1980, 1985, 1994); Norddeutscher Meister 1978, 1980, 1985; Teilnahme an der Deutschen Pokal-Finalrunde 1984, 1985; Wasserball-Jugend: Norddeutscher Meister 1971, Teilnahme an der Finalrunde zur deutschen Meisterschaft 1968, 1969, 1971

## Persönlichkeiten

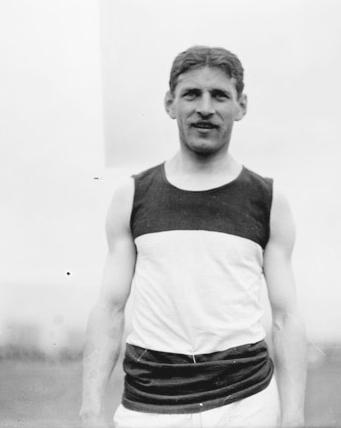
Johannes Runge

### Vorsitzende bzw. Präsidenten
| Amtszeit  | Name           |
| --------- | -------------- |
| 1895–1900 | Karl Stansch   |
| 1900–1901 | H. Grote       |
| 1901–1903 | Kurt Siebrecht |
| 1903–1914 | Johannes Runge |
| 1914–1919 | H. Dietrich    |
| 1919–1920 | Willi Steinhof |
| 1920–1921 | K. Dette       |
| 1921–1922 | Strauch        |
| 1922–1925 | H. Dette       |
| 1925–1928 | Mittendorf     |
| 1928–1931 | Müller         |
| 1931–1933 | Götze          |

| Amtszeit  | Name            |
| --------- | --------------- |
| 1933–1944 | Benno Kuhlmann  |
| 1944–1945 | A. Lorenz       |
| 1945–1946 | Rudi Hartmann   |
| 1946–1947 | Artur Püschel   |
| 1947–1949 | Karl Michel     |
| 1949–1952 | Kurt Sauerbrey  |
| 1952–1965 | Kurt Hopert     |
| 1965–1969 | Ernst Fricke    |
| 1969–1971 | Rudolf Müller   |
| 1971–1978 | Ernst Fricke    |
| 1978–1980 | Günter Jaenicke |
| 1980–1983 | Johannes Jäcker |

| Amtszeit  | Name               |
| --------- | ------------------ |
| 1983–1986 | Günter Mast        |
| 1986–1987 | Klaus Leiste       |
| 1987–1995 | Harald Tenzer      |
| 1995–2000 | Helmut Dohr        |
| 2000–2007 | Gerhard Glogowski  |
| 2007–2020 | Sebastian Ebel     |
| 2020–2022 | Christoph Bratmann |
| 2022-     | Nicole Kumpis      |

### Bekannte Sportler und Sportlerinnen

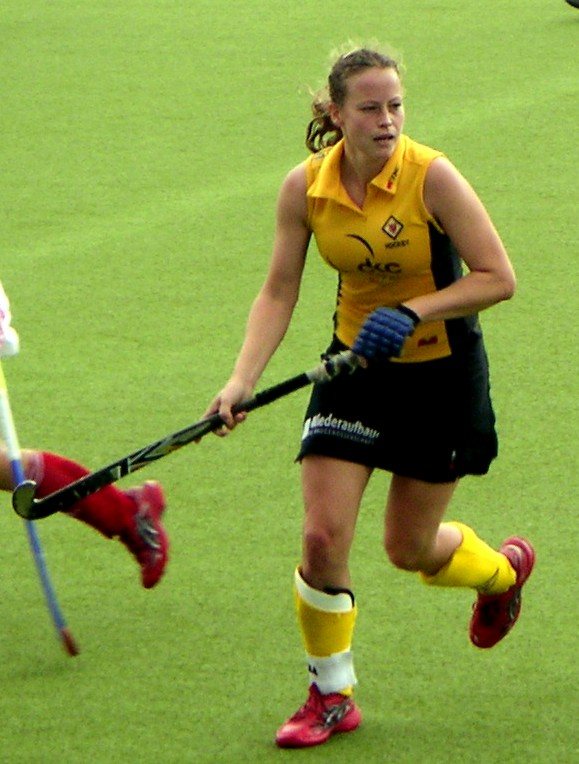
Anke Kühn

#### Hockey
- Tina Bachmann (Olympiasiegerin 2004, Feldhockey-Europameisterin 2007, Feldhockey-EM-Zweite 2005)
- Bettina Blumenberg (Feldhockey-WM-Zweite 1986)
- Hannelore Blumenberg
- Ingrid Bruckert (Feldhockey-Weltmeisterin 1976 und 1981, Feldhockey-WM-Zweite 1978)
- Cora Eilhardt
- Nadine Ernsting-Krienke (Olympiasiegerin 2004, Olympiazweite 1992, Feldhockey-WM-Dritte 1998, Feldhockey-EM-Zweite 1991, 1999 und 2005, Feldhockey-EM-Dritte 1995 und 2003)
- Karen Haude (Feldhockey-Weltmeisterin 1981)
- Carola Hoffmann (Feldhockey-WM-Zweite 1986)
- Katrin Kauschke (Olympiazweite 1992, Feldhockey-WM-Dritte 1998, Feldhockey-EM-Zweite 1991 und 1999, Feldhockey-EM-Dritte 1995)
- Anke Kühn (Olympiasiegerin 2004, Feldhockey-Europameisterin 2007, Feldhockey-EM-Zweite 2005, Feldhockey-EM-Dritte 2003)
- Irina Kuhnt (Olympiazweite 1992, Feldhockey-EM-Zweite 1991, Feldhockey-EM-Dritte 1995)
- Heike Lätzsch (Olympiasiegerin 2004, Olympiazweite 1992, Feldhockey-WM-Dritte 1998, Feldhockey-EM-Zweite 1991 und 1999, Feldhockey-EM-Dritte 1995)
- Christel Lau (Feldhockey-Weltmeisterin 1976, Feldhockey-WM-Dritte 1974)
- Inga Matthes
- Margit Müller (Feldhockey-Weltmeisterin 1976, Feldhockey-WM-Zweite 1978, Feldhockey-WM-Dritte 1974)
- Pia-Sophie Oldhafer (Olympiadritte 2016)
- Eva Pagels (Feldhockey-Weltmeisterin 1981, Feldhockey-WM-Zweite 1978)
- Gudrun Scholz (Feldhockey-Weltmeisterin 1976)
- Victoria Wiedermann
- Julia Zwehl (Olympiasiegerin 2004, Feldhockey-WM-Dritte 1998, Feldhockey-EM-Zweite 1999, Feldhockey-EM-Dritte 2003)

#### Leichtathletik
- Klaus-Dieter Bieler, Olympiateilnehmer
- Rudolf Harbig, zweifacher Deutscher Meister als Eintrachtmitglied
- Georg Hoerger, Olympiateilnehmer im Marathon
- Inge Kilian, sechsfache Deutsche Meisterin und Olympiateilnehmerin im Hochsprung
- Rudi Lüttge, sechzehnfacher Deutscher Meister und Olympiateilnehmer im Gehen
- Gustav Peinemann, sechsfacher Deutscher Meister mit Eintrachts Gehermannschaft
- Johannes Runge, Deutscher Meister und Olympiateilnehmer
- Viktor Siuda, vierfacher Deutscher Meister mit Eintrachts Gehermannschaft
- Hermann Sonnenberg, Deutscher Meister im 10.000-Meter-Lauf 1919
- Horst Thomanske, fünffacher Deutscher Meister im Gehen
- Erich Zimmermann, Deutscher Meister im Speerwurf 1912

#### Schwimmen
- Werner Ditzinger, achtfacher Deutscher Meister

#### Eishockey
- Roman Bozek
- Fred Carroll
- Ron Gaudet
- Henryk Gruth, IIHF Hall of Fame, zweifacher Fahnenträger der polnischen Mannschaft bei Olympischen Spielen (1988 und 1992)
- Kari Heikkinen
- Patrick Solf
- Jukka Suomalainen